# Danainae
De Danainae of monarchvlinders vormen een onderfamilie van vlinders in de familie Nymphalidae. Het taxon heeft bij sommige auteurs de status van zelfstandige familie, onder de naam Danaidae. Wereldwijd zijn er inmiddels zo'n 300 soorten in deze onderfamilie beschreven. De indeling in tribus, subtribus en geslachten in dit artikel volgt die van de Nymphalidae Systematics Group. De synonymie volgt die van Ackery & Vane-Wright (1984) en Lamas (2004).

## Geslachtengroepen en geslachten

### DanainiBoisduval,1833

#### Danaina
- Danaus Kluk, 1780
  - = Danaida Latreille, 1804
  - = Limnas Hübner, 1806
  - = Anosia Hübner, 1816
  - = Festivus Crotch, 1872
  - = Salatura Moore, 1880
  - = Nasuma Moore, 1883
  - = Tasitia Moore, 1883
  - = Danaomorpha Kremky, 1925
  - = Panlymnas Bryk, 1937
  - = Diogas d'Almeida, 1938
- Tiradelphe Ackery & Vane-Wright, 1984
- Tirumala Moore, 1880
  - = Melinda Moore, 1883
  - = Elsa Honrath, 1892

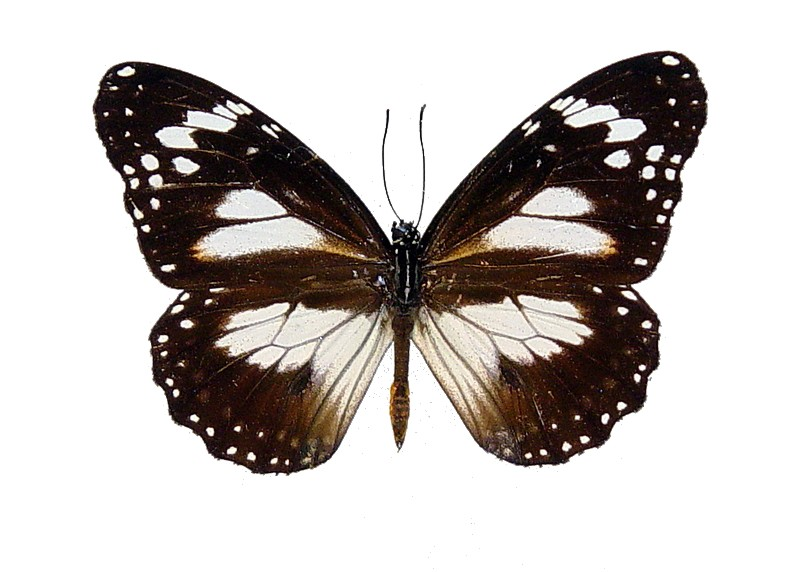
Danaus affinis
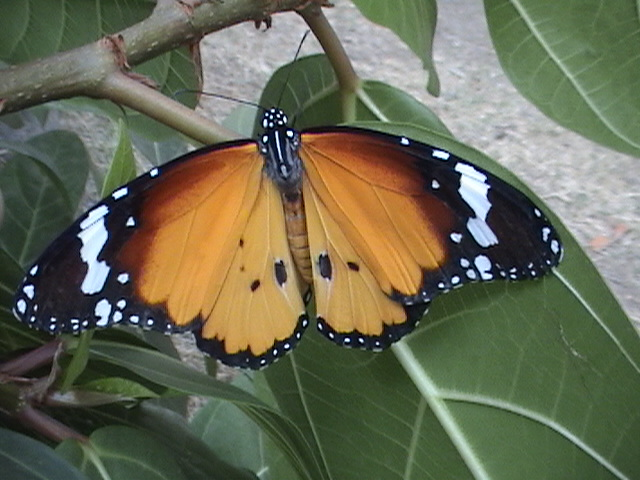
Danaus chrysippus Kleine monarchvlinder
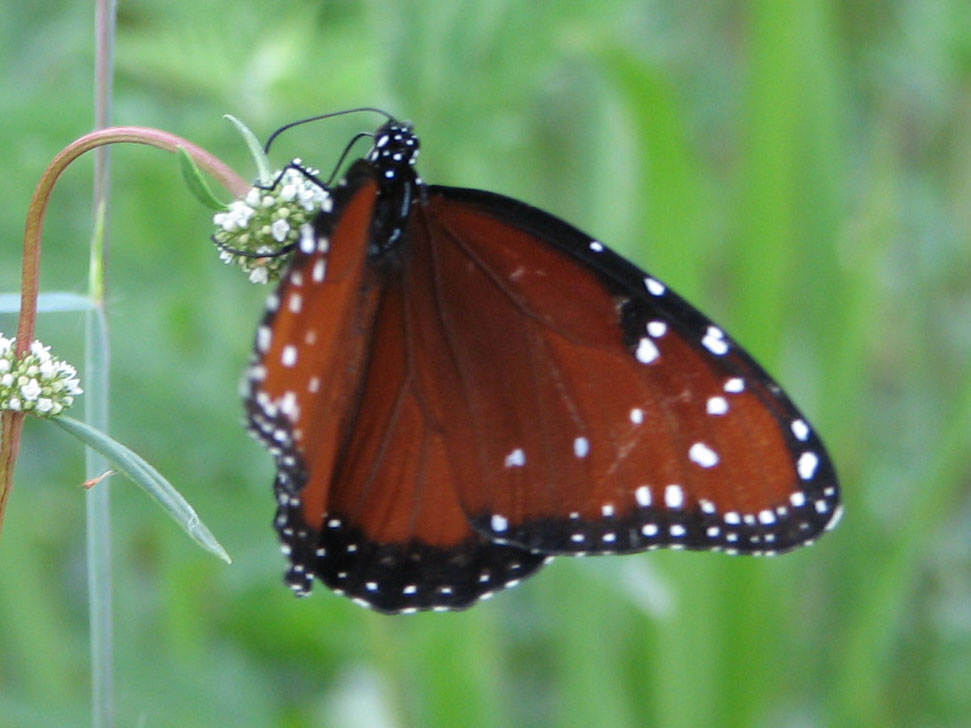
Danaus gilippus
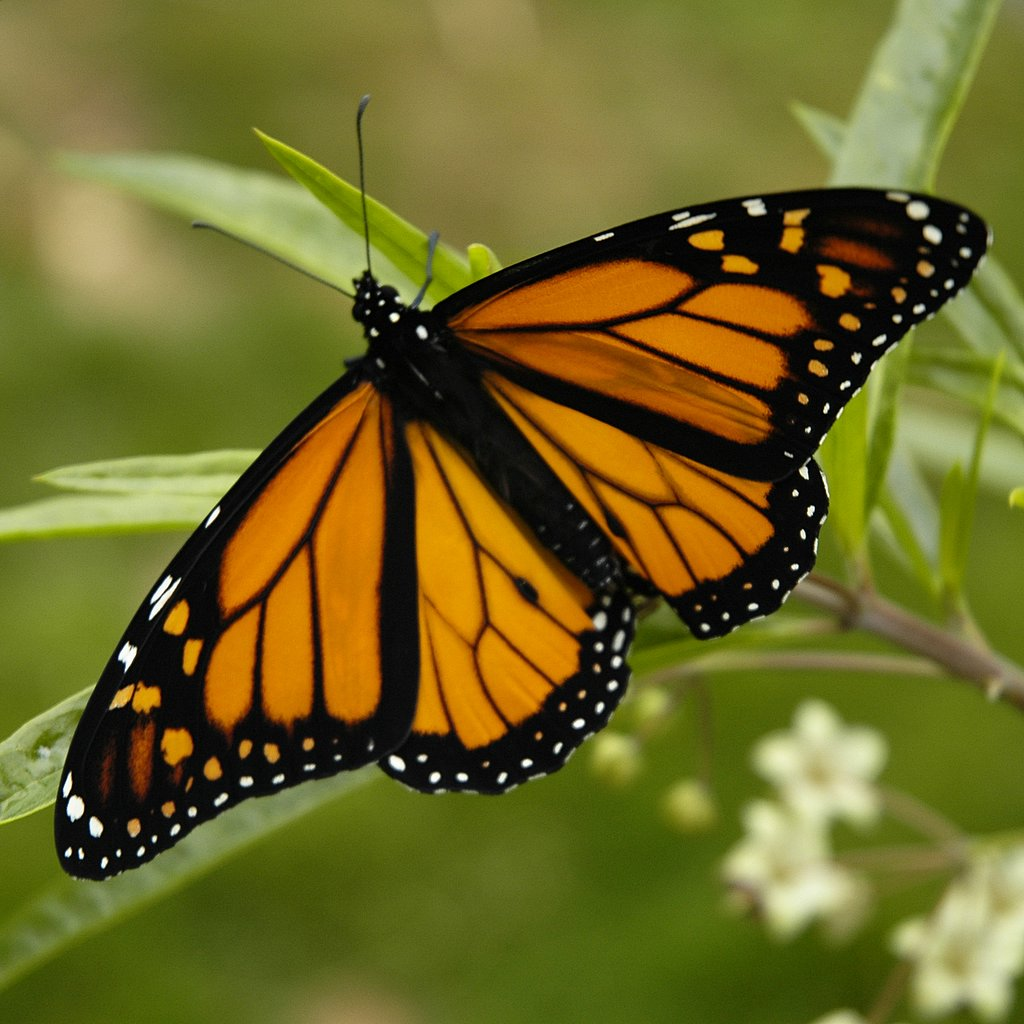
Danaus plexippus Monarchvlinder
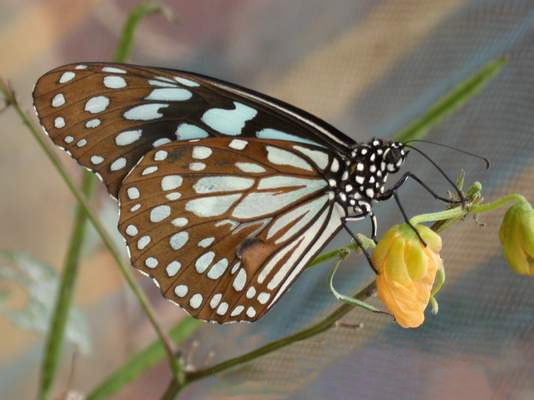
Tirumala limniace
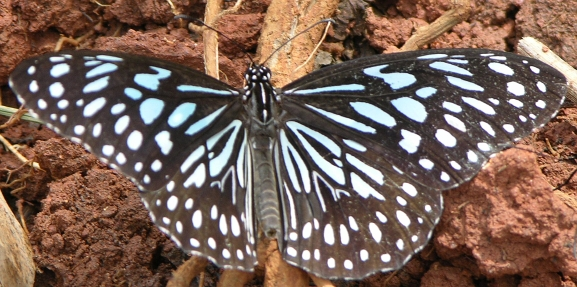
Tirumala septentrionis

#### AmaurinaLe Cerf,1921
- Amauris Hübner, 1816
  - = Amaura Geyer, 1837
  - = Conoploea Guenée, 1865
  - = Cadytis Moore, 1883
  - = Berethis Moore, 1883
  - = Nebroda Moore, 1883
  - = Amaurina Aurivillius, 1910
  - = Panamauris Bryk, 1937
  - = Egialea Hemming, 1964
- Ideopsis Horsfield, 1857
  - = Radena Moore, 1880
  - = Gamana Moore, 1883
  - = Aianthis Fruhstorfer, 1910
- Miriamica Vane-Wright, Boppré & Ackery, 2002
- Parantica Moore, 1880
  - = Chittira Moore, 1880
  - = Caduga Moore, 1882
  - = Lintorata Moore, 1883
  - = Ravadeba Moore, 1883
  - = Bahora Moore, 1883
  - = Phirdana Moore, 1883
  - = Asthipa Moore, 1883
  - = Mangalisa Moore, 1883
  - = Caduga Moore, 1883
  - = Badacara Moore, 1890
  - = Chlorochropsis Rothschild, 1892

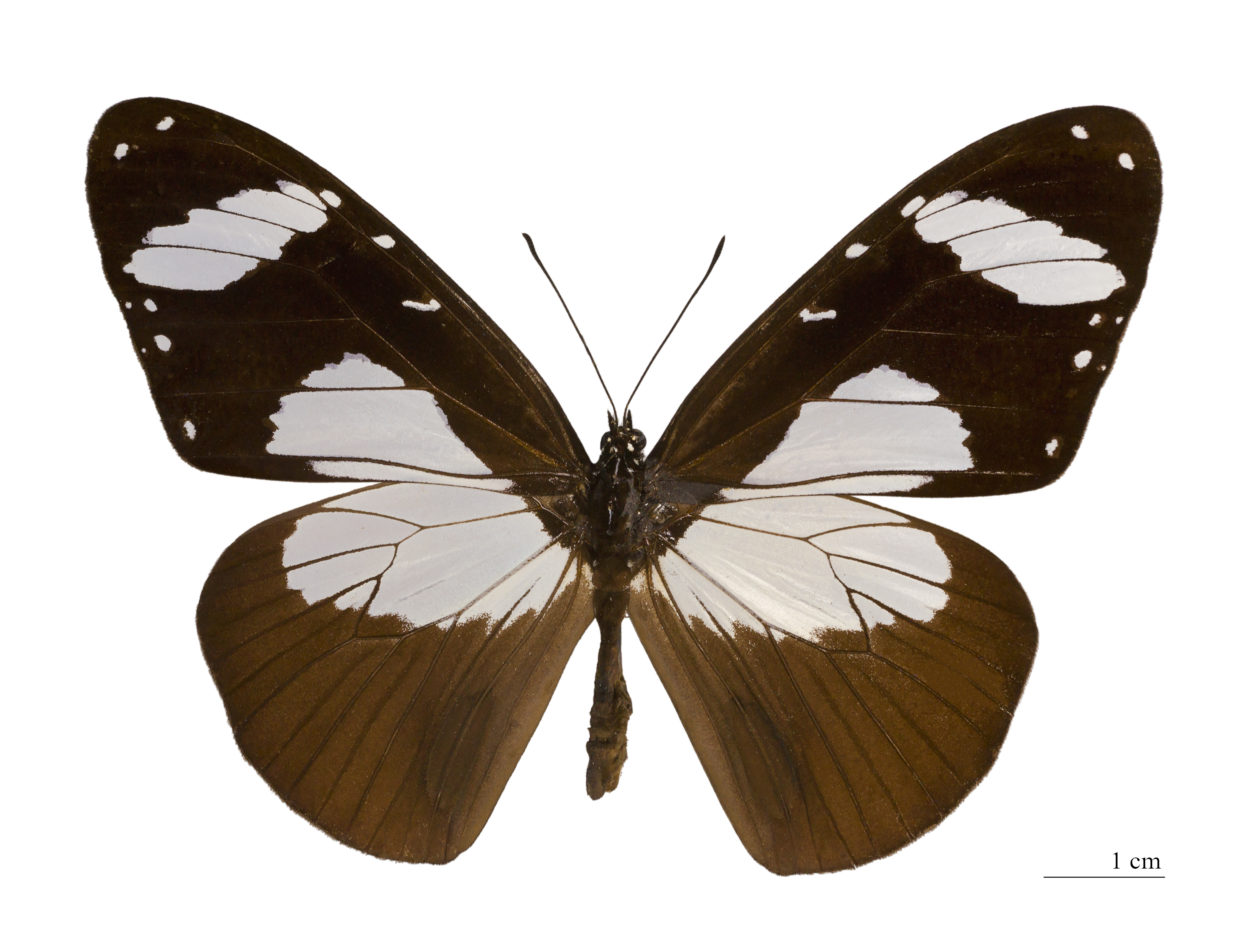
Amauris niavius
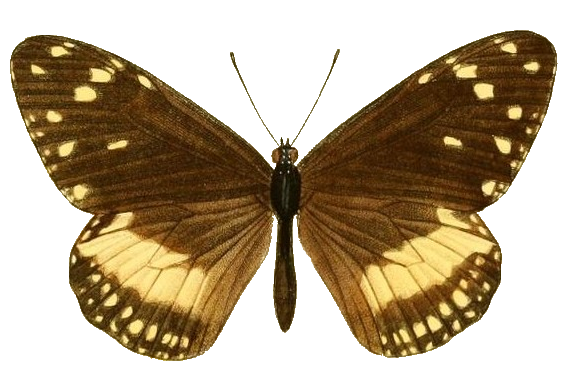
Amauris phoedon
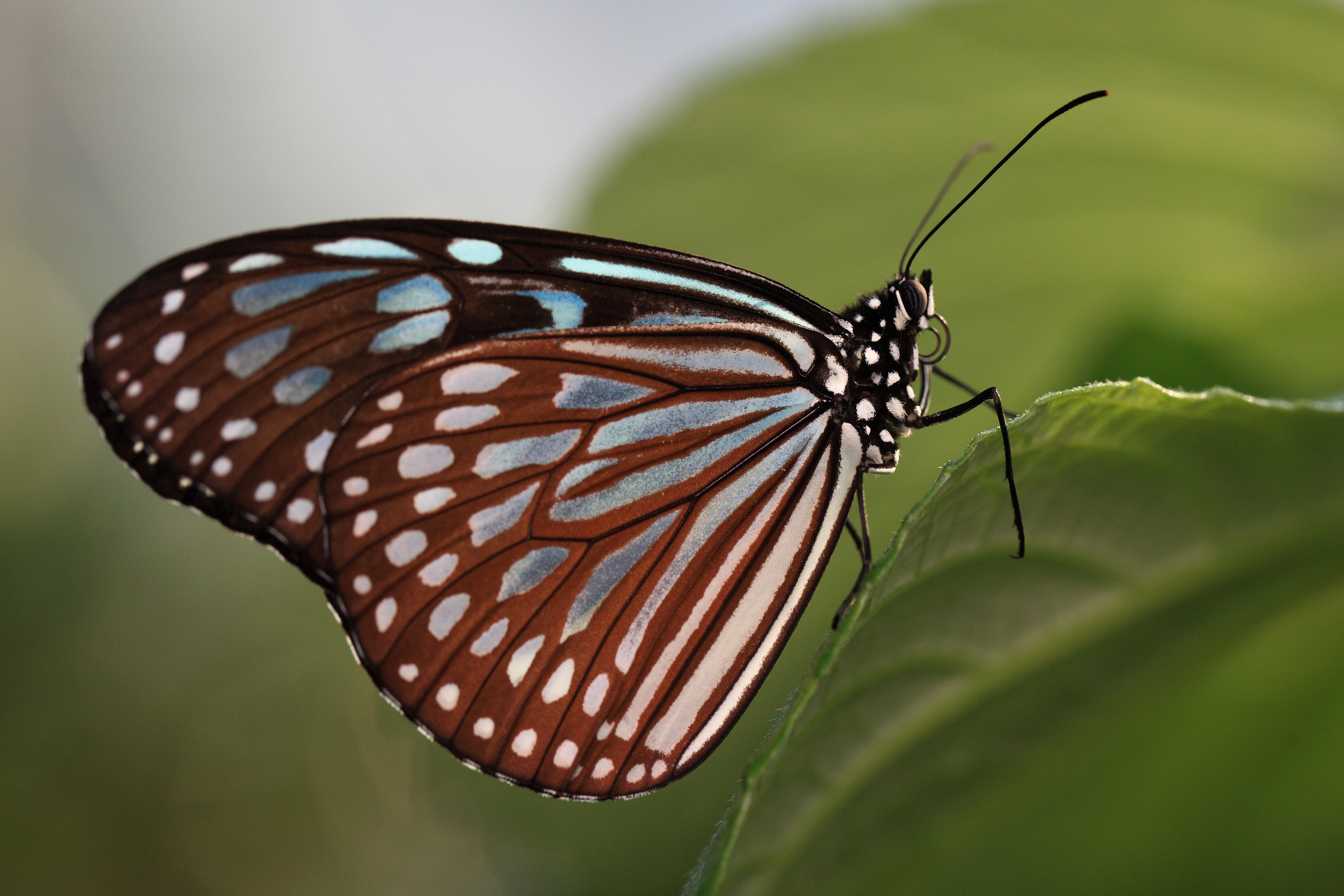
Ideopsis similis
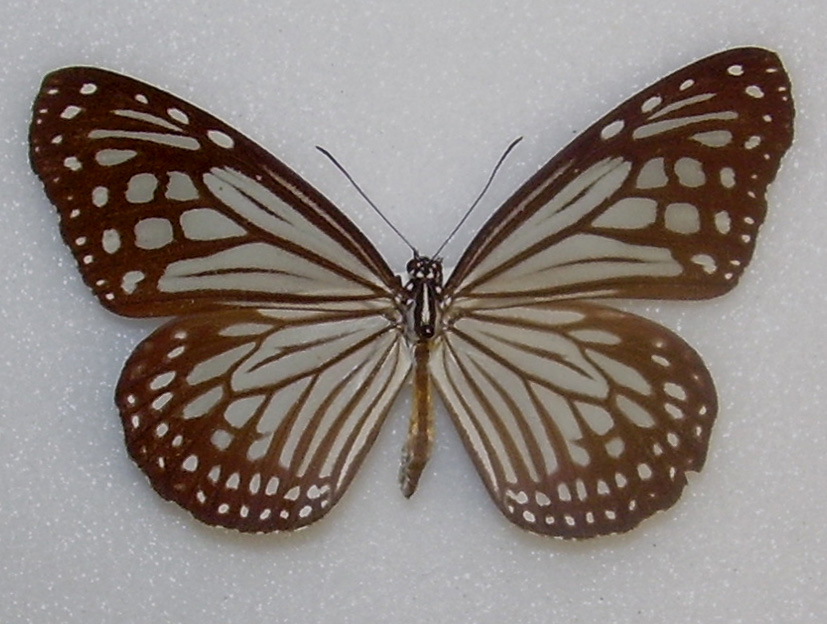
Parantica aglea
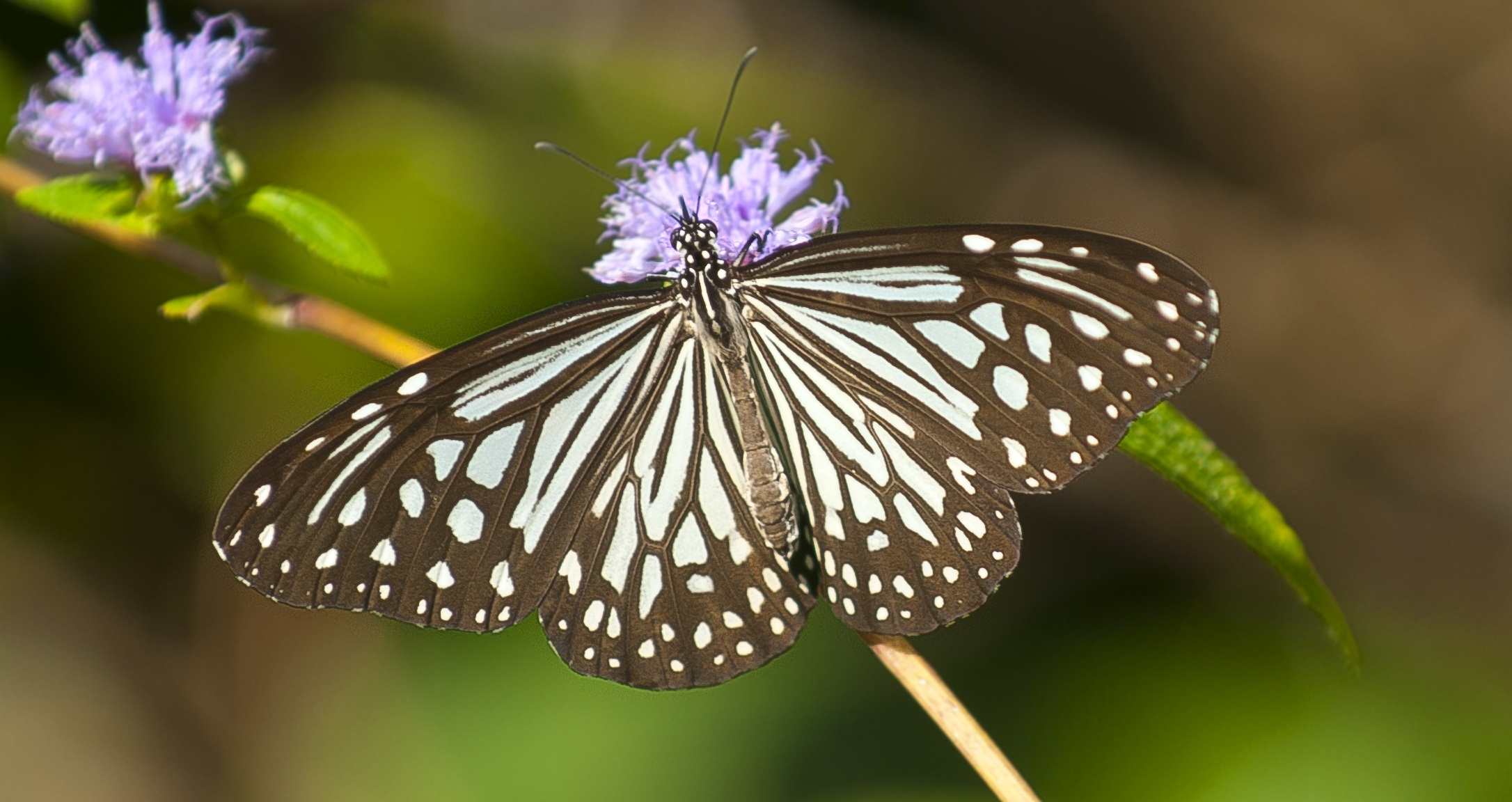
Parantica aglea
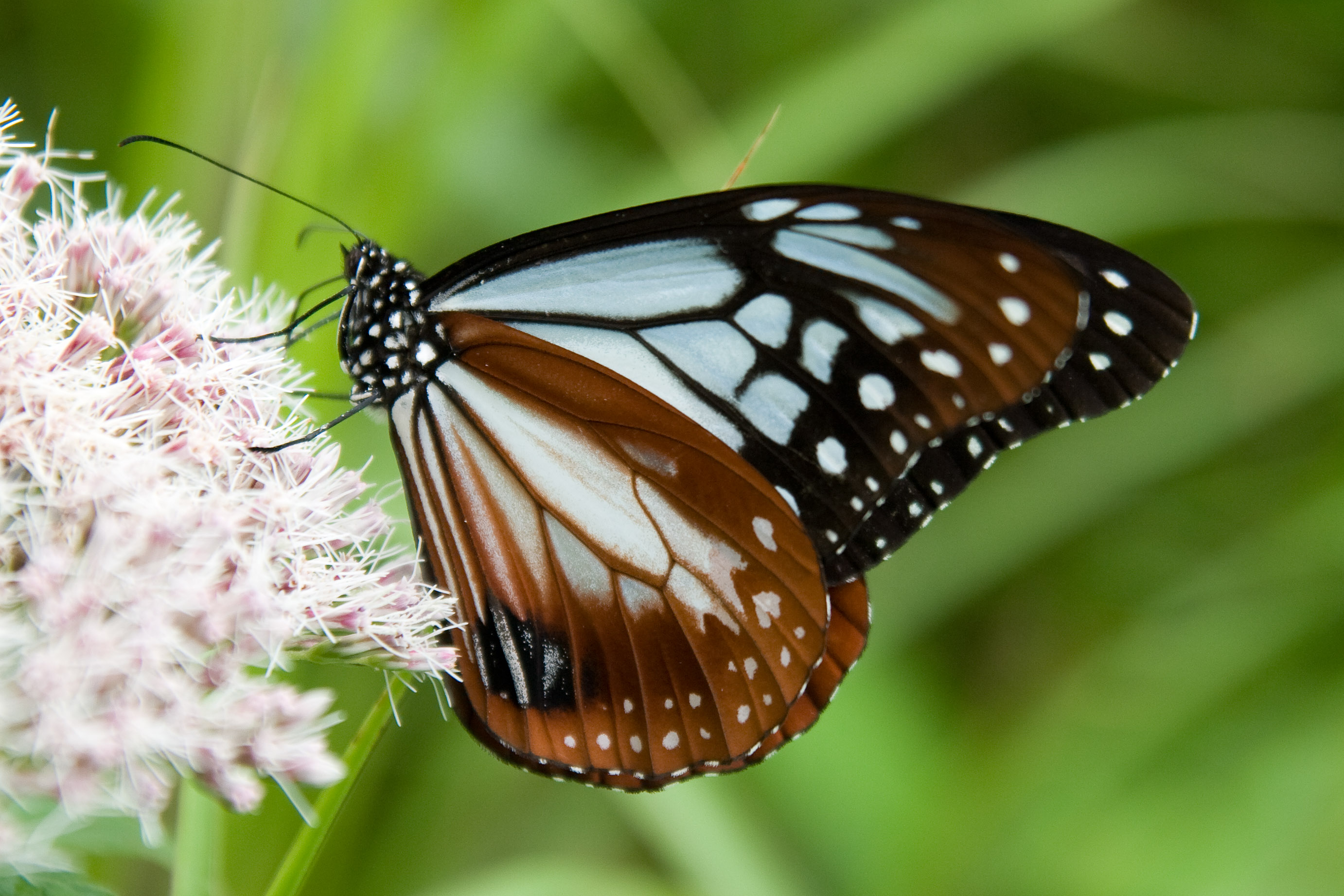
Parantica sita

#### EuploeinaMoore,1880
- Euploea Fabricius, 1807
  - = Crastia Hübner, 1816
  - = Trepsichrois Hübner, 1816
  - = Salpinx Hübner, 1819
  - = Eudaemon Billberg, 1820
  - = Calliploea Butler, 1875
  - = Macroploea Butler, 1878
  - = Stictoploea Butler, 1878
  - = Isamia Moore, 1880
  - = Narmada Moore, 1880
  - = Nipara Moore, 1883
  - = Vonona Moore, 1883
  - = Oranasma Moore, 1883
  - = Patosa Moore, 1883
  - = Sarobia Moore, 1883
  - = Vadebra Moore, 1883 non Vadebra Moore, 1884 (= Rapala; Nymphalidae)
  - = Lontara Moore, 1883
  - = Gamatoba Moore, 1883
  - = Menama Moore, 1883
  - = Tronga Moore, 1883
  - = Adigama Moore, 1883
  - = Sabanosa Moore, 1883
  - = Andasena Moore, 1883
  - = Chanapa Moore, 1883
  - = Deragena Moore, 1883
  - = Betanga Moore, 1883
  - = Bibisana Moore, 1883
  - = Penoa Moore, 1883
  - = Mahintha Moore, 1883
  - = Karadira Moore, 1883
  - = Pramasa Moore, 1883
  - = Tagata Moore, 1883
  - = Pramesta Moore, 1883
  - = Rasuma Moore, 1883
  - = Chirosa Moore, 1883
  - = Mestapra Moore, 1883
  - = Glinama Moore, 1883
  - = Danisepa Moore, 1883
  - = Satanga Moore, 1883
  - = Saphara Moore, 1883
  - = Tabada Moore, 1883
  - = Selinda Moore, 1883
  - = Hirdapa Moore, 1883
  - = Pademma Moore, 1883
  - = Nacamsa Moore, 1883
  - = Tiruna Moore, 1883
  - = Anadara Moore, 1883 non Anadara Gray, 1847 (Bivalvia)
  - = Doricha Moore, 1883
- Idea Fabricius, 1807
  - = Hestia Hübner, 1816
  - = Nectaria Billberg, 1820
  - = Sabalassa Moore, 1883
- Protoploea Ackery & Vane-Wright, 1984

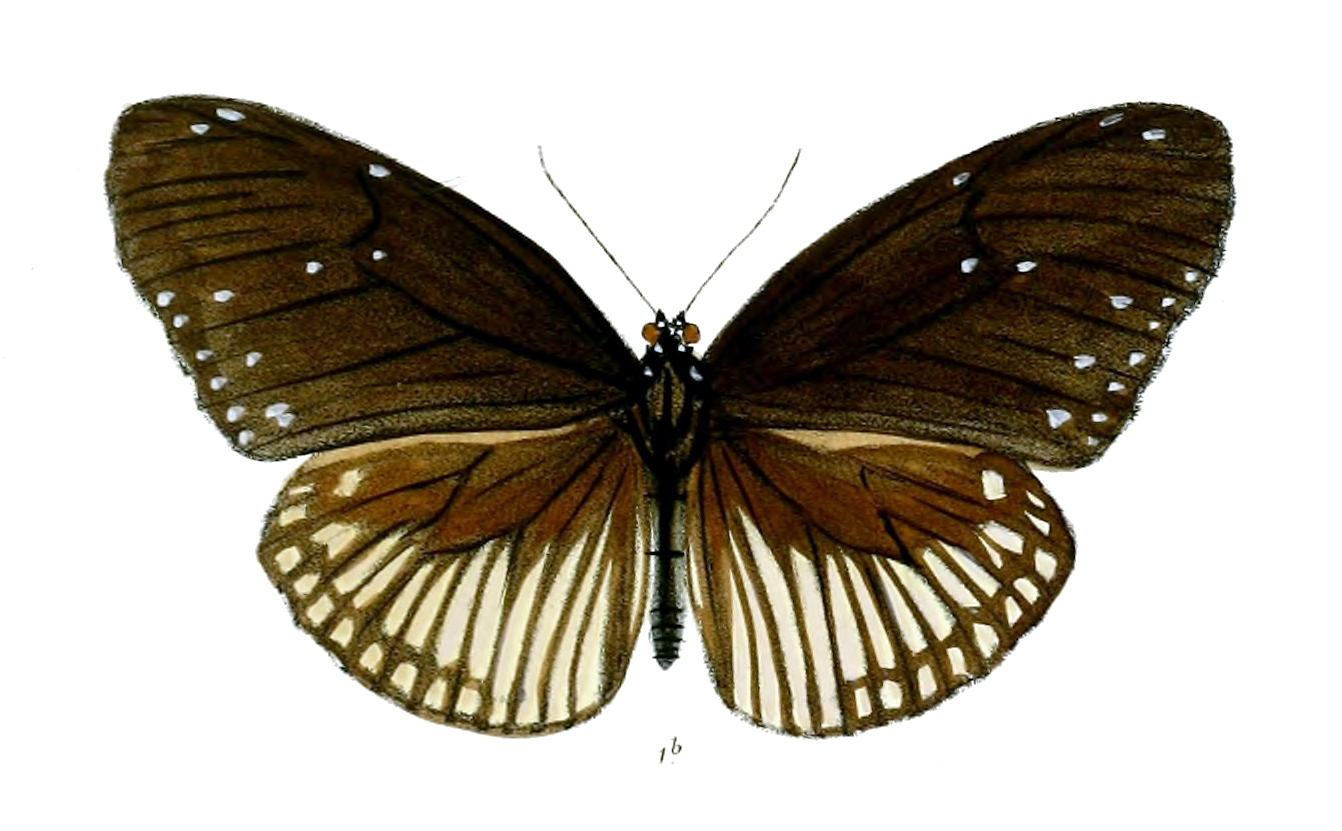
Euploea alcathoe
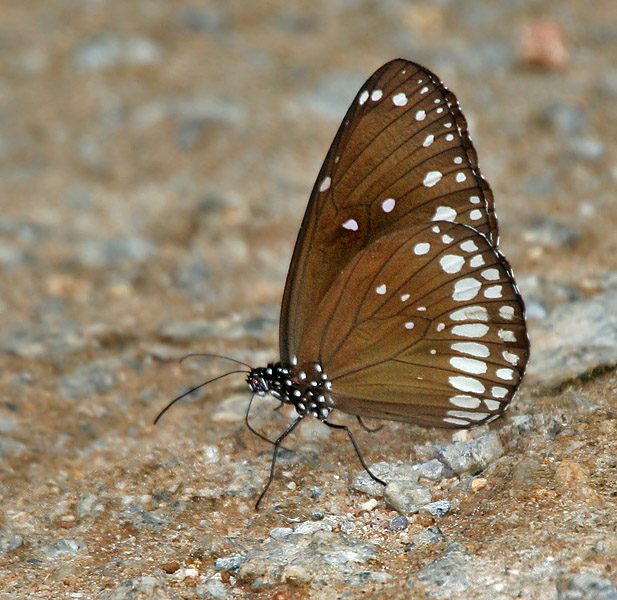
Euploea core
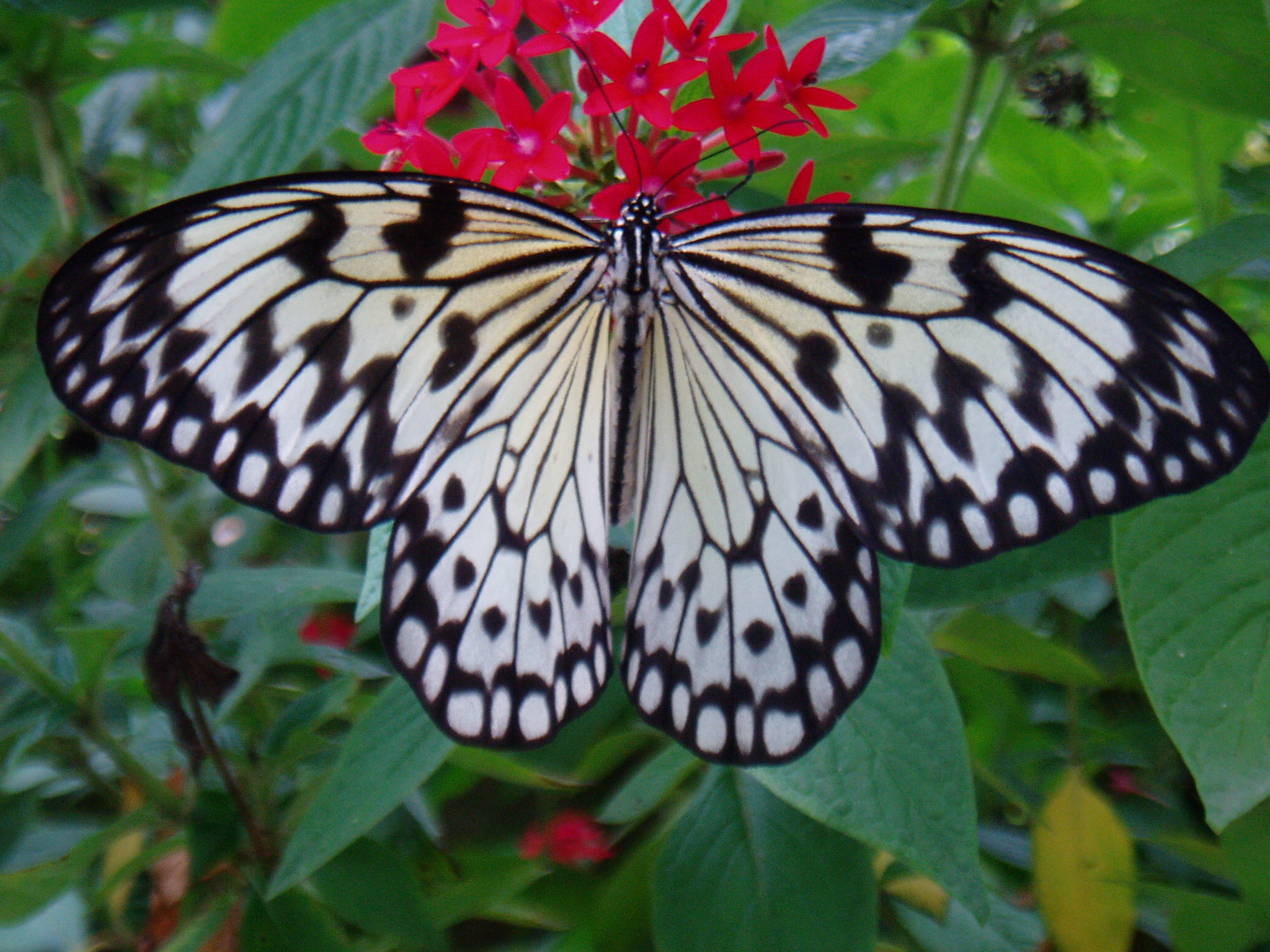
Idea leuconoe
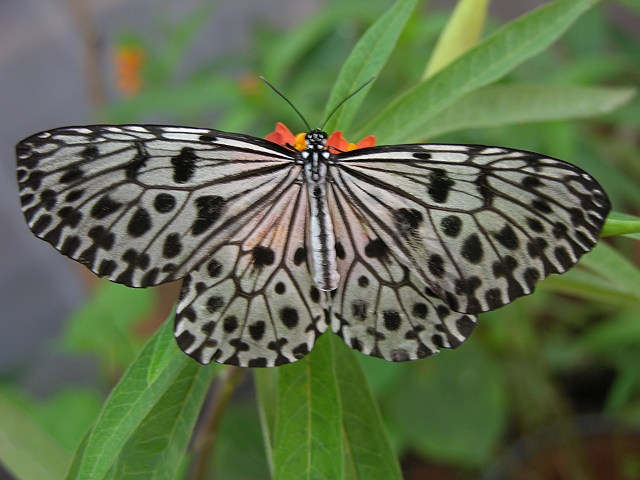
Idea malabarica

#### ItuninaReuter,1896
- Lycorea Doubleday, 1847
  - = Lycorella Hemming, 1933 overbodig nomen novum voor Lycorea Doubleday, 1847
  - = Ituna Doubleday, 1847
  - = Clothildinae Reuter, 1896
- Anetia Hübner, 1823
  - = Anelia Hübner, 1823 (spellingsafwijking)
  - = Clothilda Blanchard, 1840
  - = Synalpe Boisduval, 1870
- † Archaeolycorea Martins, 1989

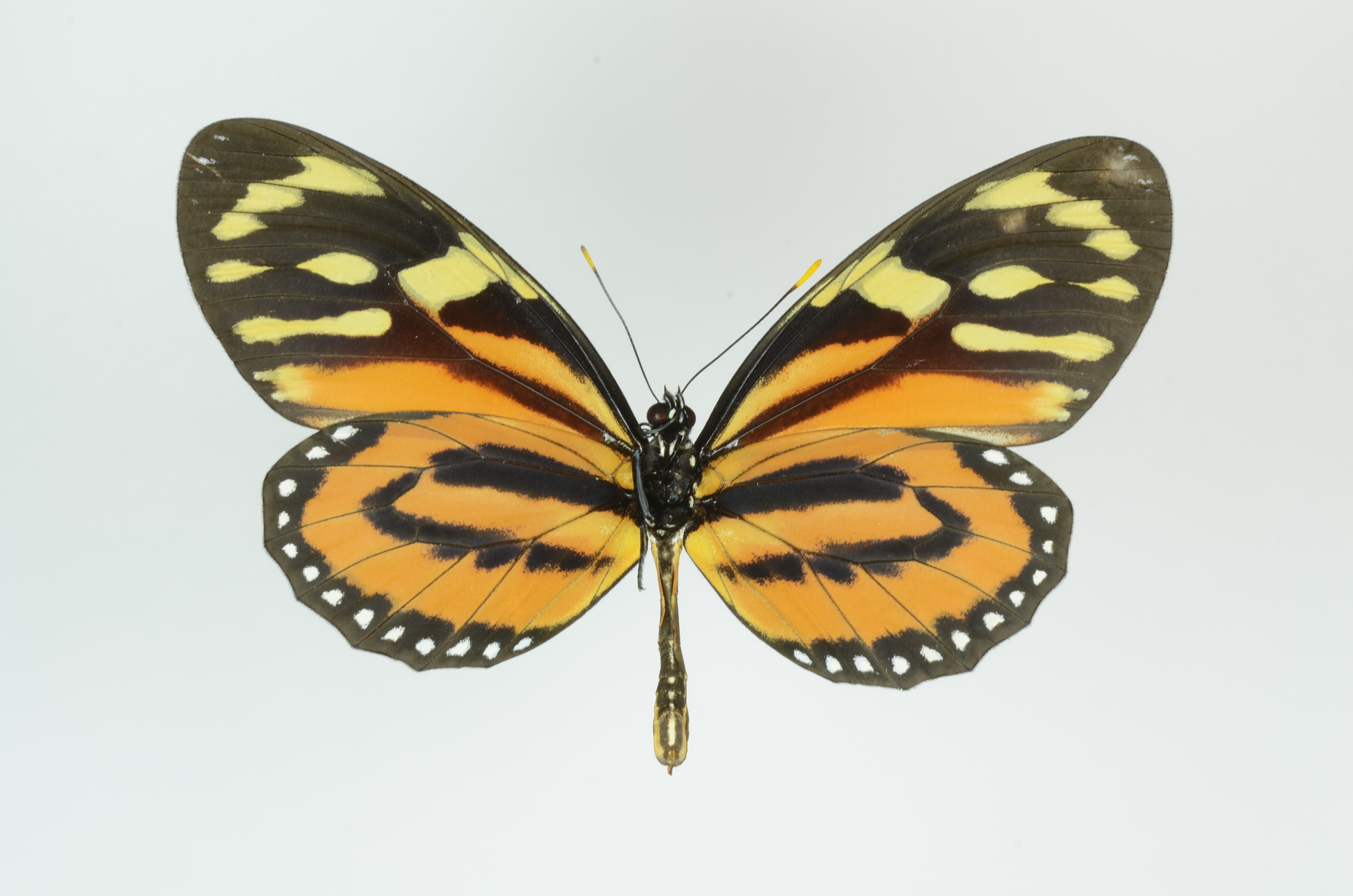
Lycorea cleobaea
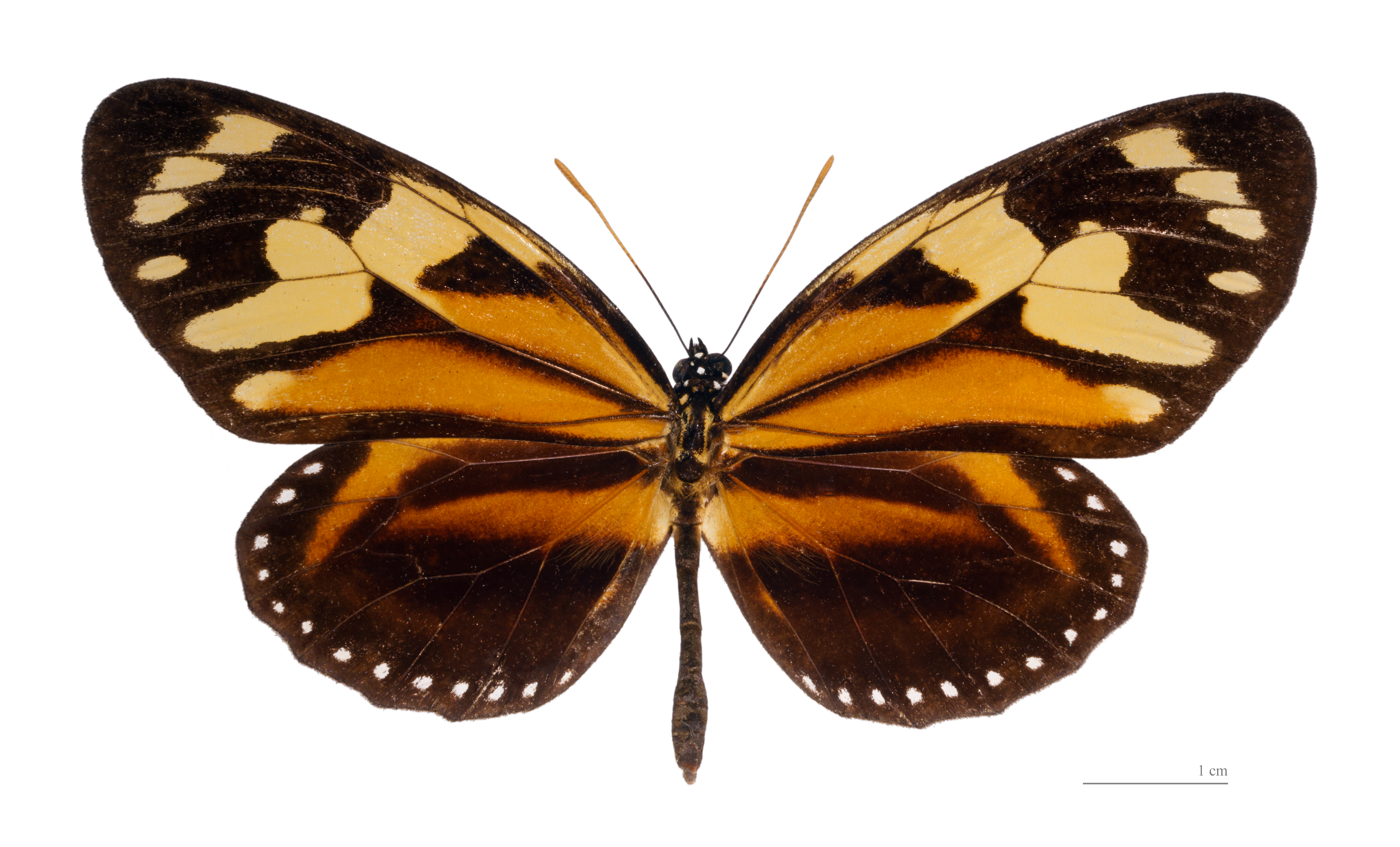
Lycorea halia
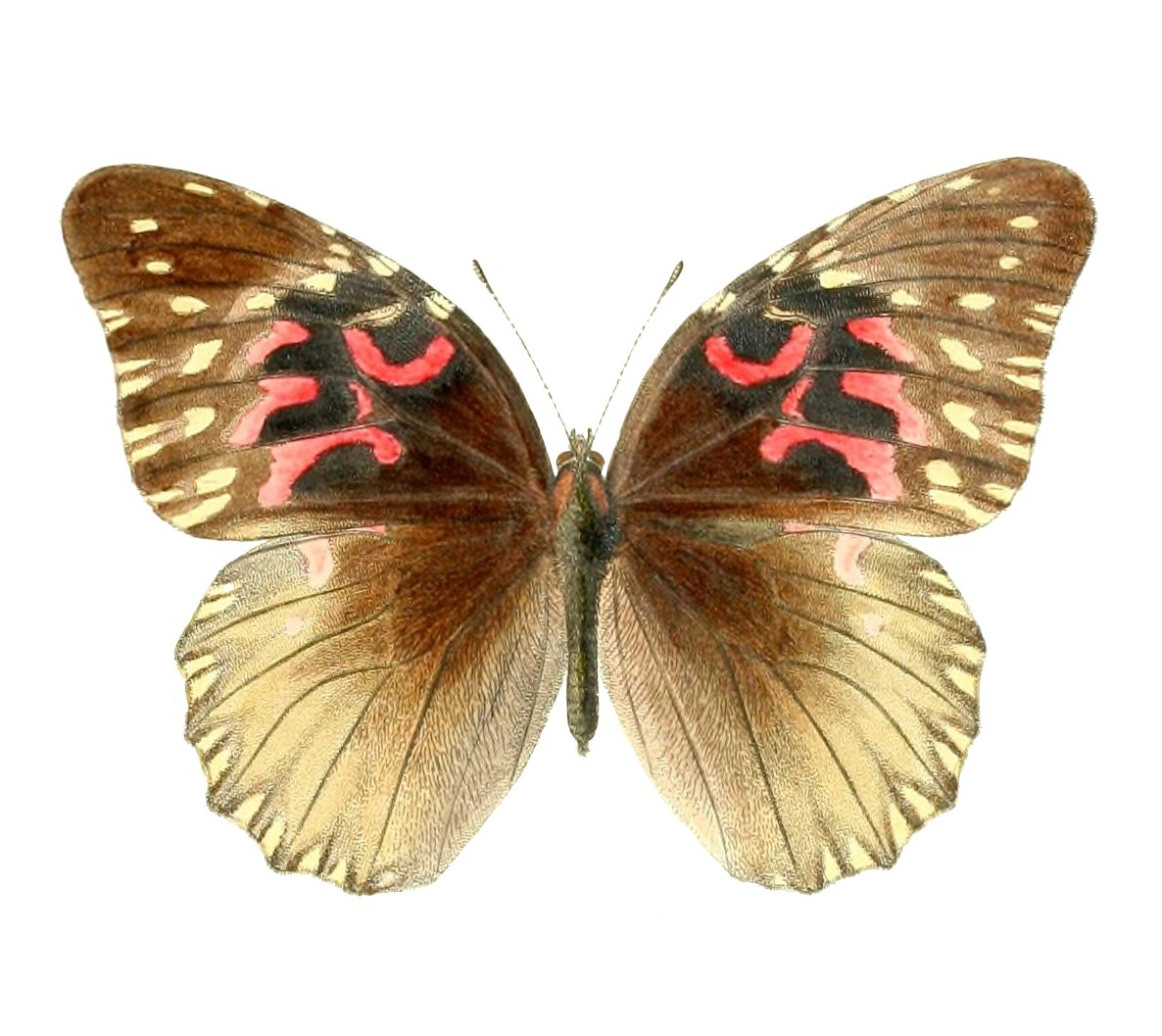
Anetia thirza

### TellerviniFruhstorfer,1910
- Tellervo Kirby, 1894
  - = Hamadryas Boisduval, 1832 non Hamadryas Hübner, 1806

### IthomiiniGodman & Salvin,1879
noot: deze tribus is ook wel als aparte onderfamilie Ithomiinae opgevat, en als de Danaidae als familie worden beschouwd zelfs als aparte familie Ithomiidae.

#### Dircennina, 1941

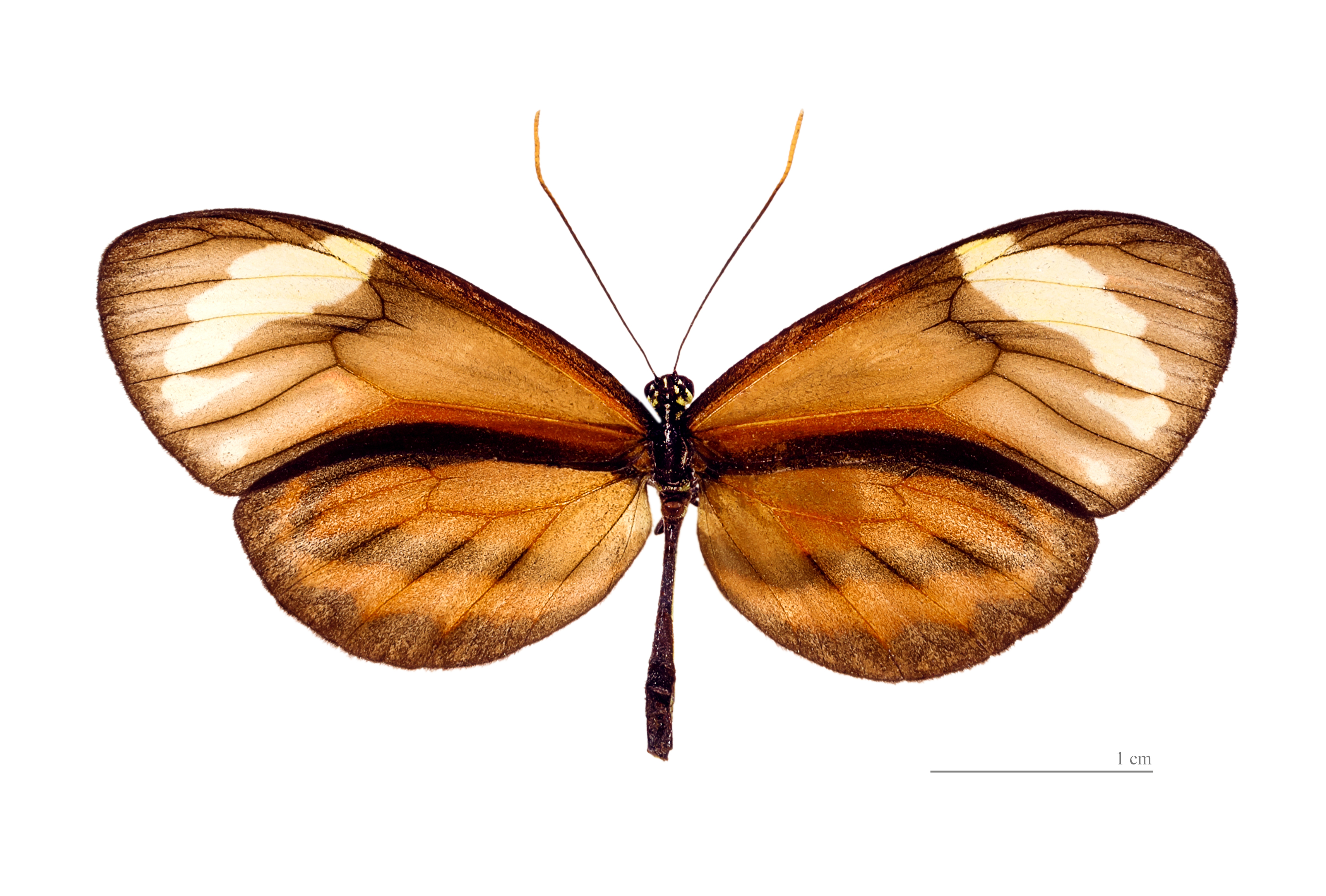
Ceratinia neso

#### Godyridina, 1941

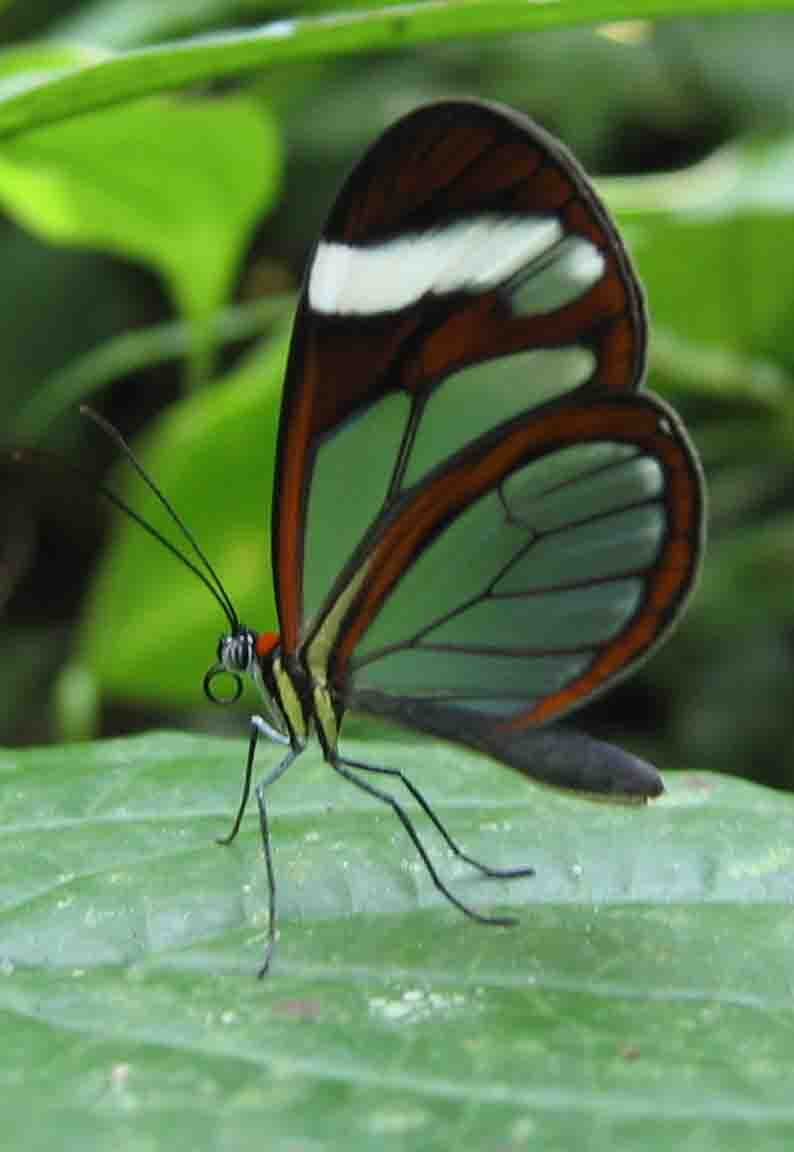
Greta morgane
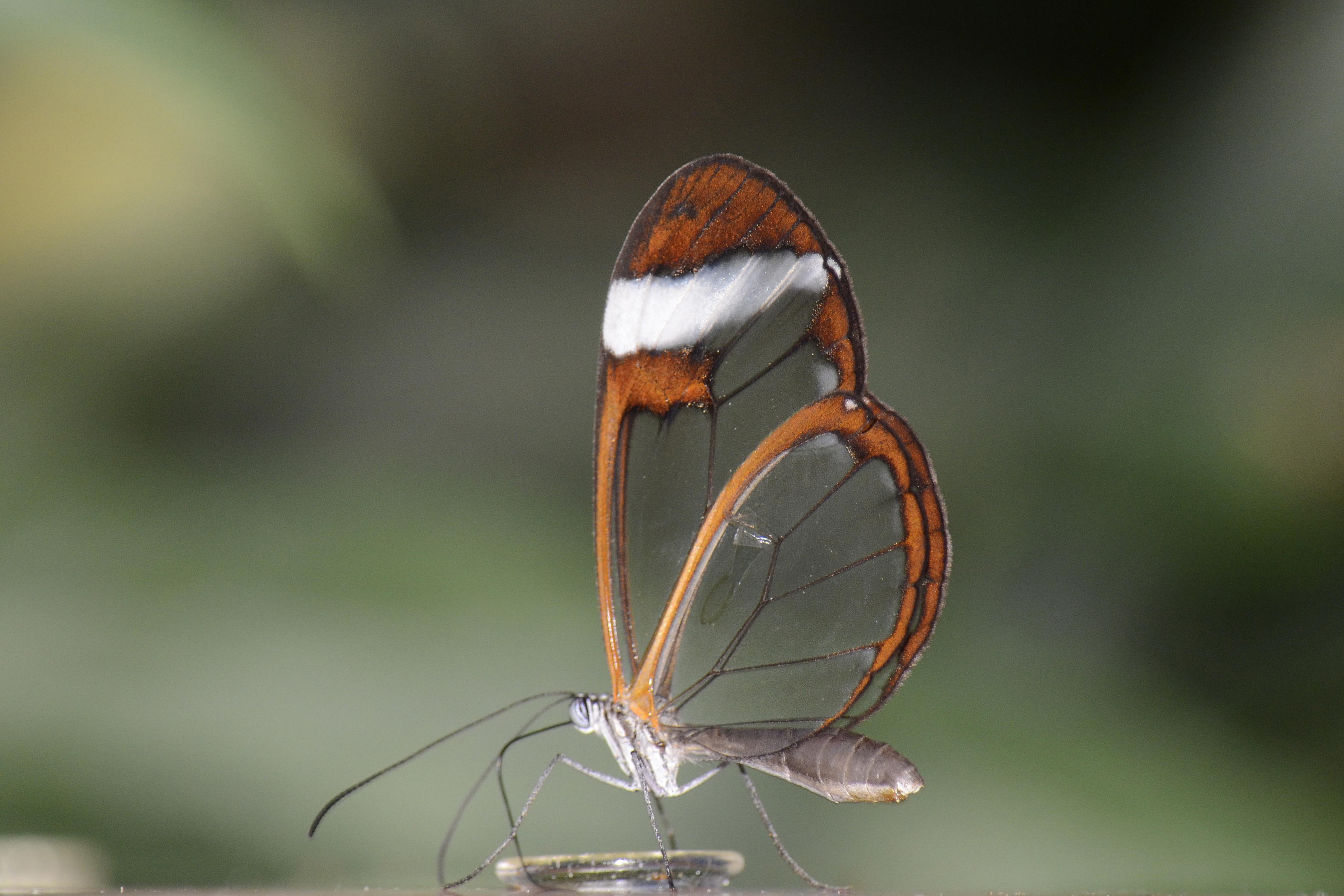
Greta oto

#### Ithomiina

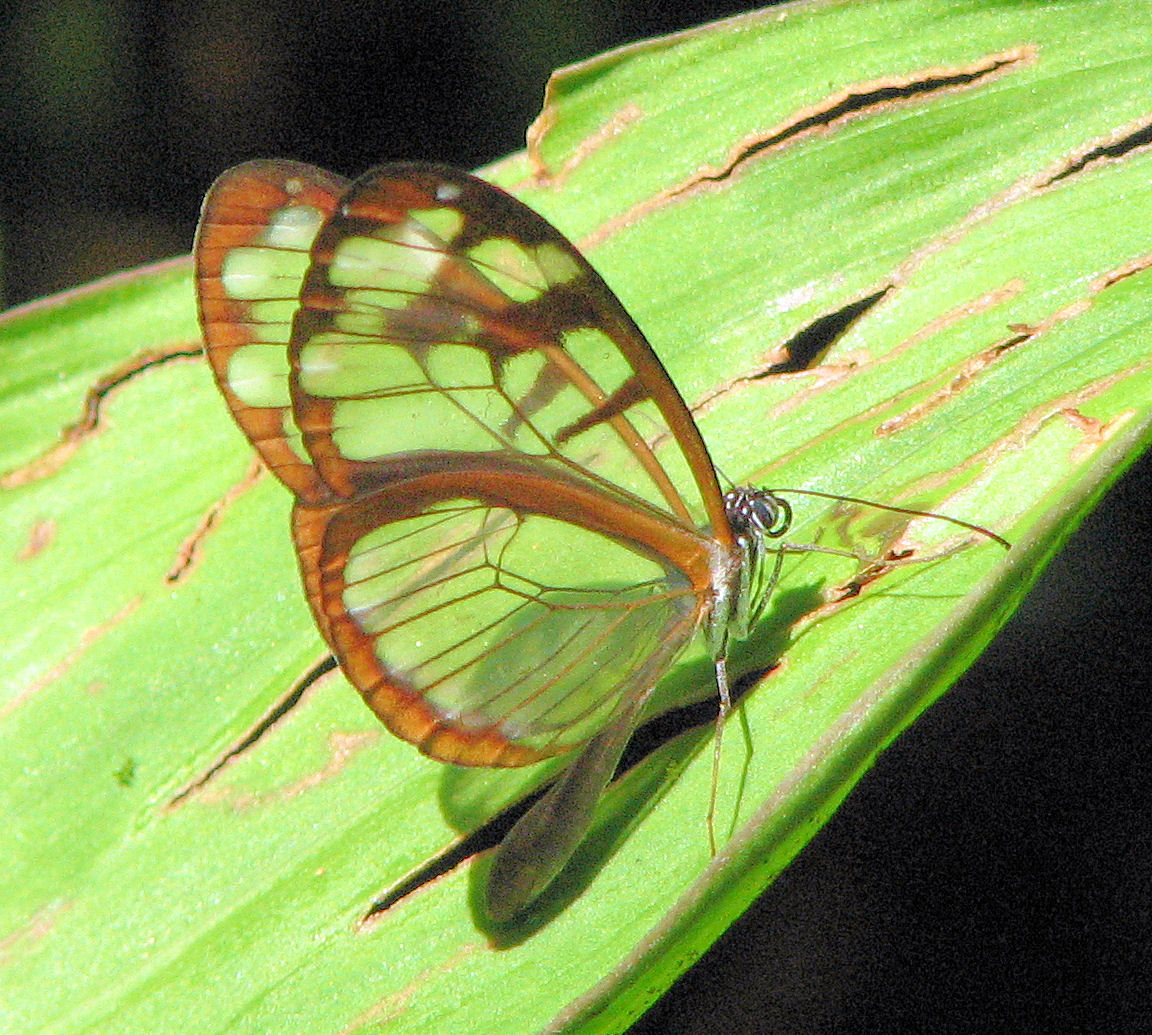
Ithomia diasia

- Ithomia Hübner, 1816
- Pagyris Boisduval, 1870
  - = Miraleria Haensch, 1903
- Placidula d'Almeida, 1922
  - = Placidina d'Almeida, 1928

- Ithomia diasia

#### TithoreinaFox,1940
- Tithorea Doubleday, 1847
  - = Hirsutis Haensch, 1909
- Aeria Hübner, 1816
- Elzunia Bryk, 1937

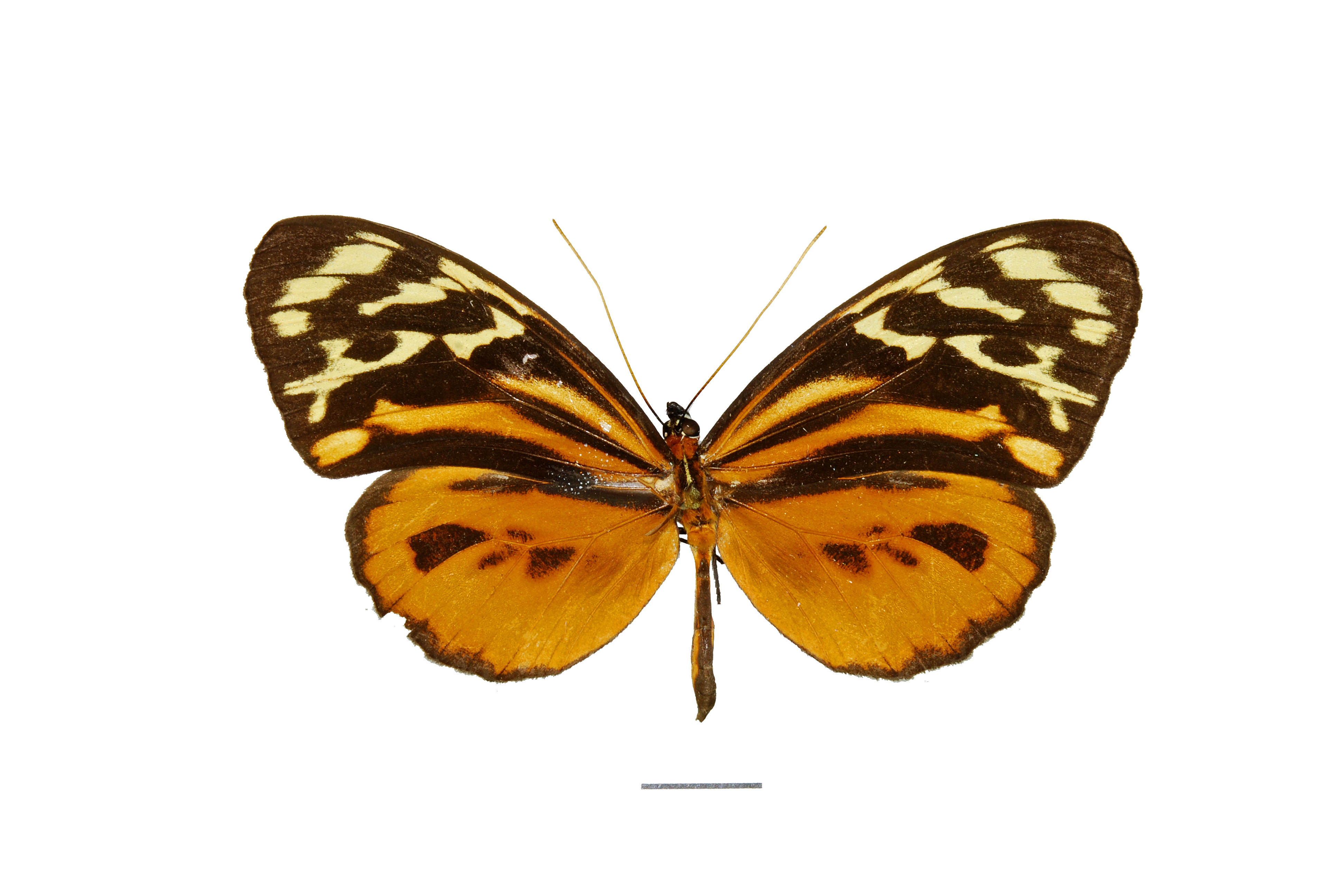
Tithorea harmonia
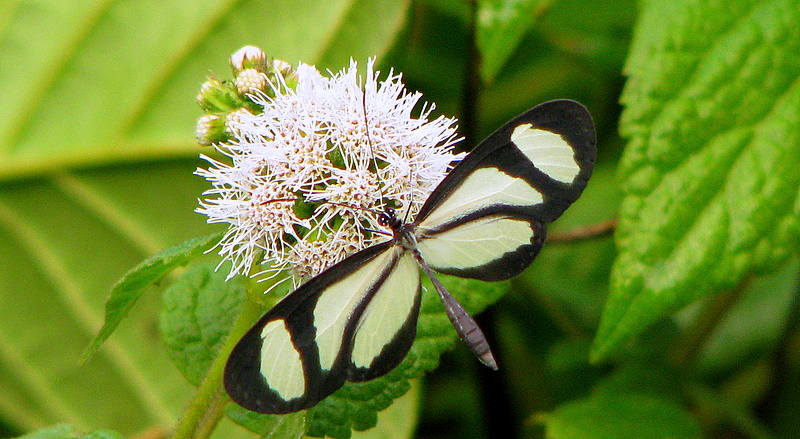
Aeria olena

#### MelinaeinaClark,1947
- Melinaea Hübner, 1816
  - = Czakia Kremky, 1925
- Athesis Doubleday, 1847
  - = Roswellia Fox, 1948
- Athyrtis Felder & Felder, 1862
- Eutresis Doubleday, 1847
- Olyras Doubleday, 1847
- Paititia Lamas, 1979
- Patricia Fox, 1940

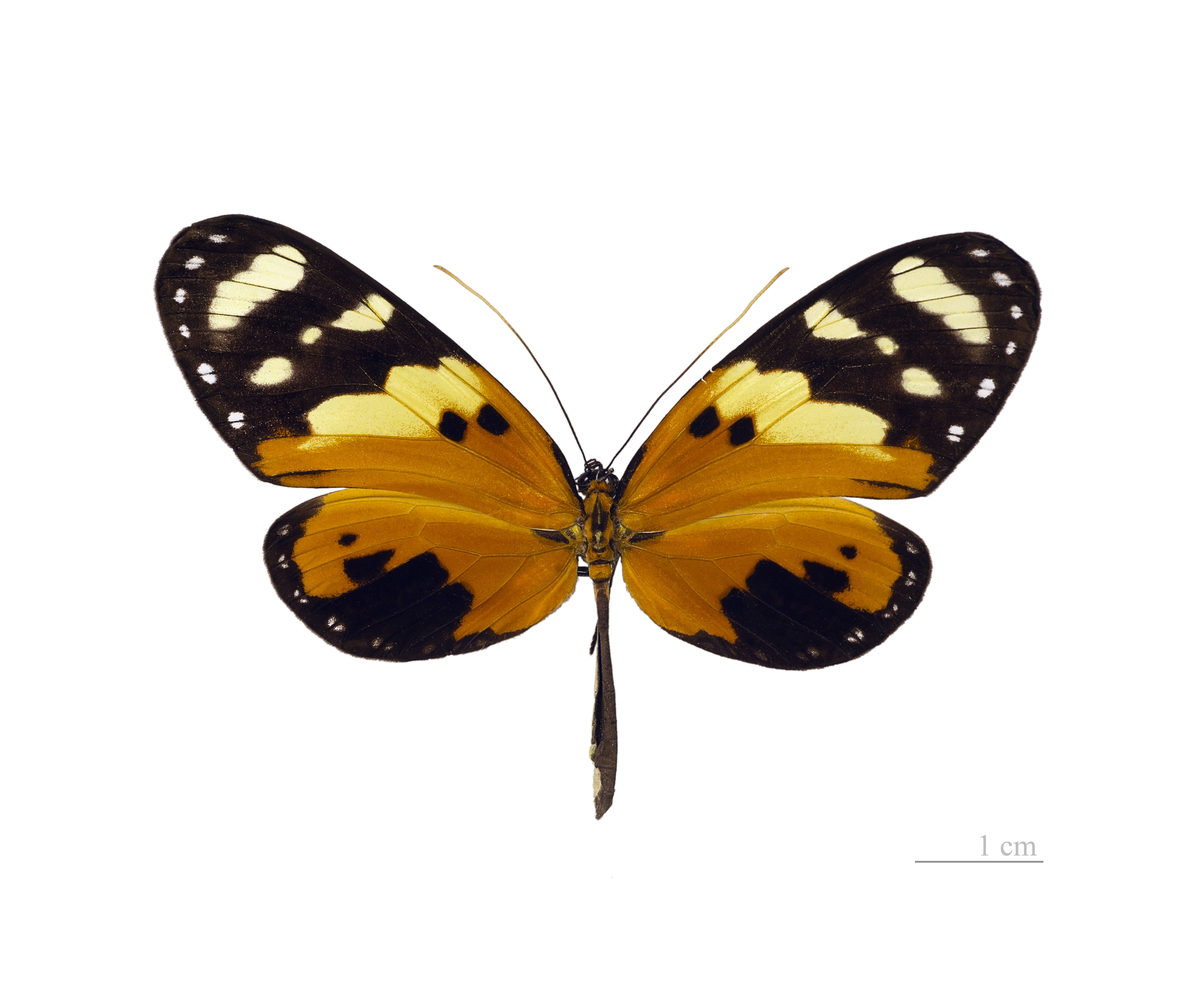
Melinaea ludovica
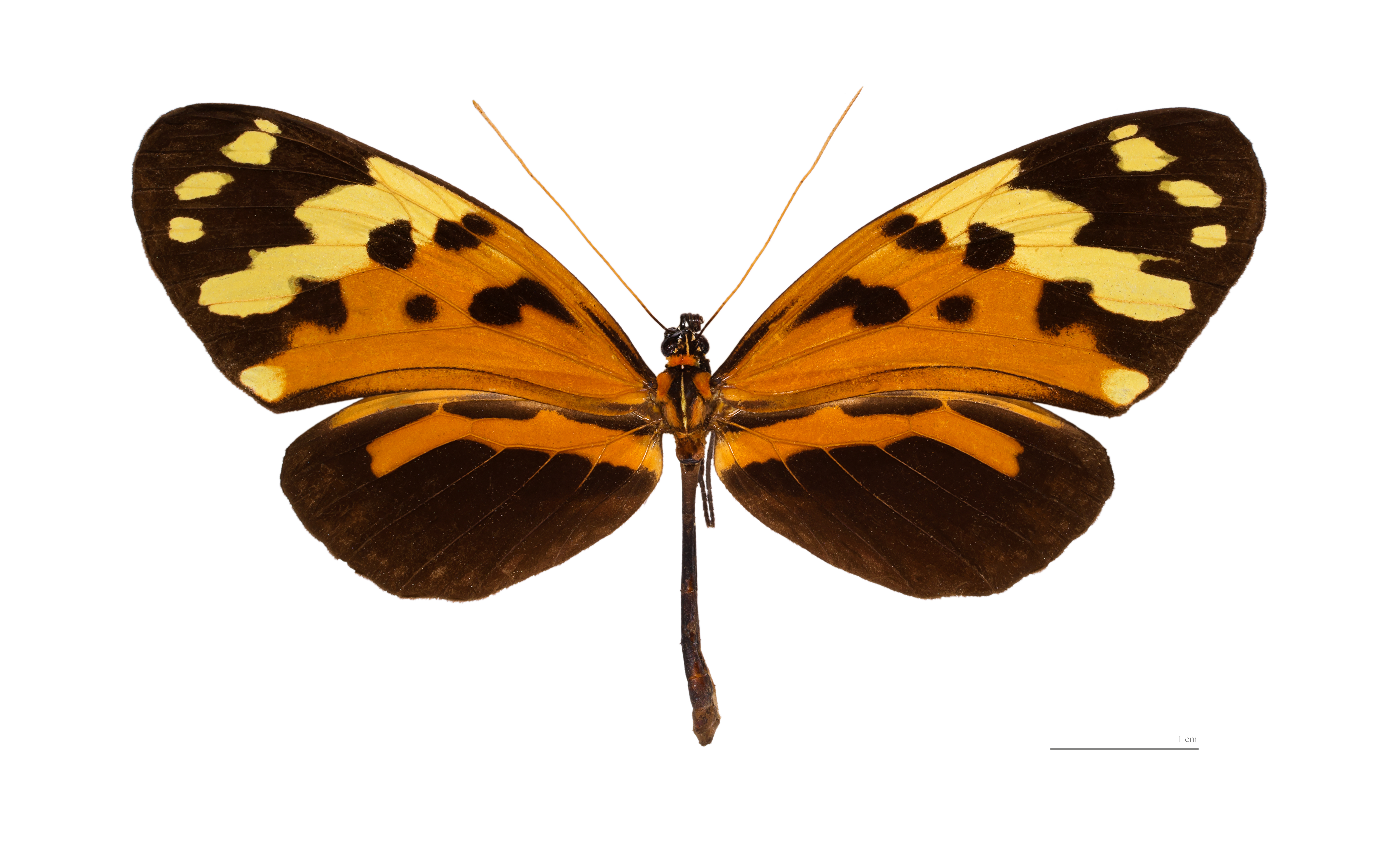
Melinaea mneme
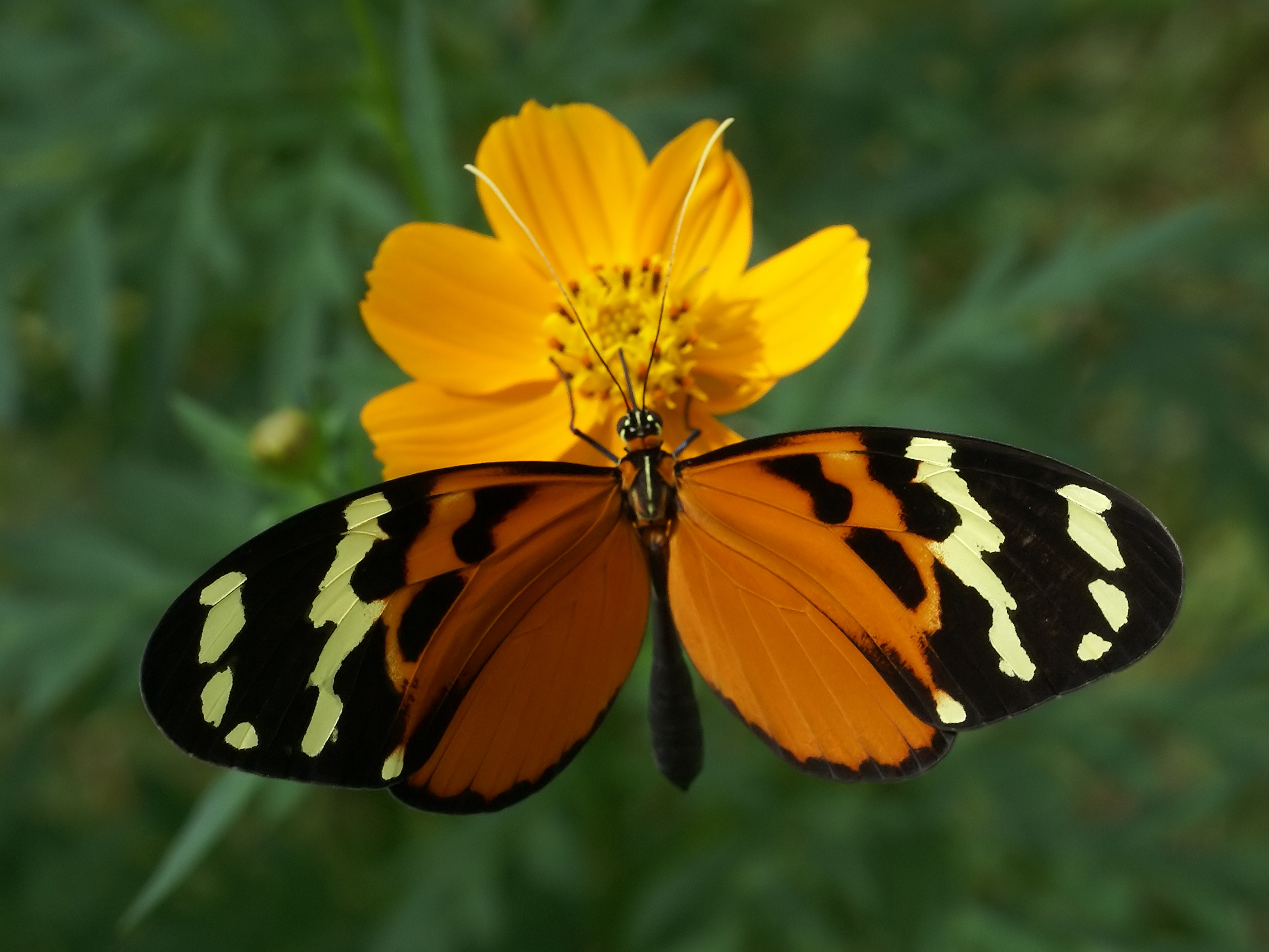
Melinaea scylax
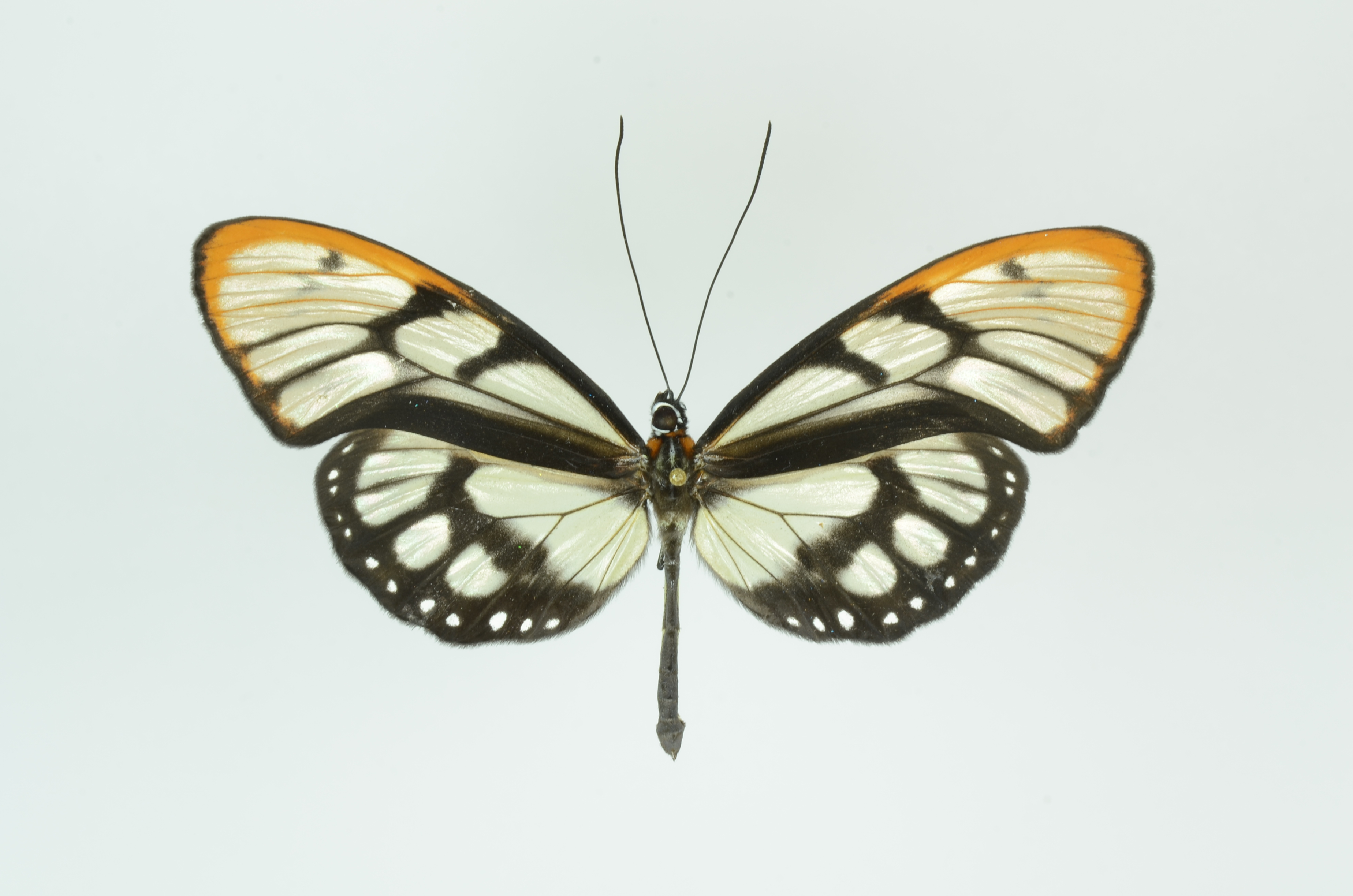
Athesis acrisione

#### MechanitinaBar,1878
- Mechanitis Fabricius, 1807
  - = Nereis Hübner, 1806 non Nereis Linnaeus, 1758 (Polychaeta)
  - = Hymenitis Illiger, 1807
  - = Epimetes Billberg, 1820
- Forbestra Fox, 1967
- Methona Doubleday, 1847
  - = Gelotophye d'Almeida, 1940
- Sais Hübner, 1816
- Scada Kirby, 1871
  - = Salacia Hübner, 1823 non Salacia Lamouroux, 1816 (Hydrozoa)
  - = Heteroscada Schatz, 1886
- Thyridia Hübner, 1816
  - = Xanthocleis Boisduval, 1870
  - = Aprotopus Kirby, 1871
  - = Aprotopos Kirby, 1871

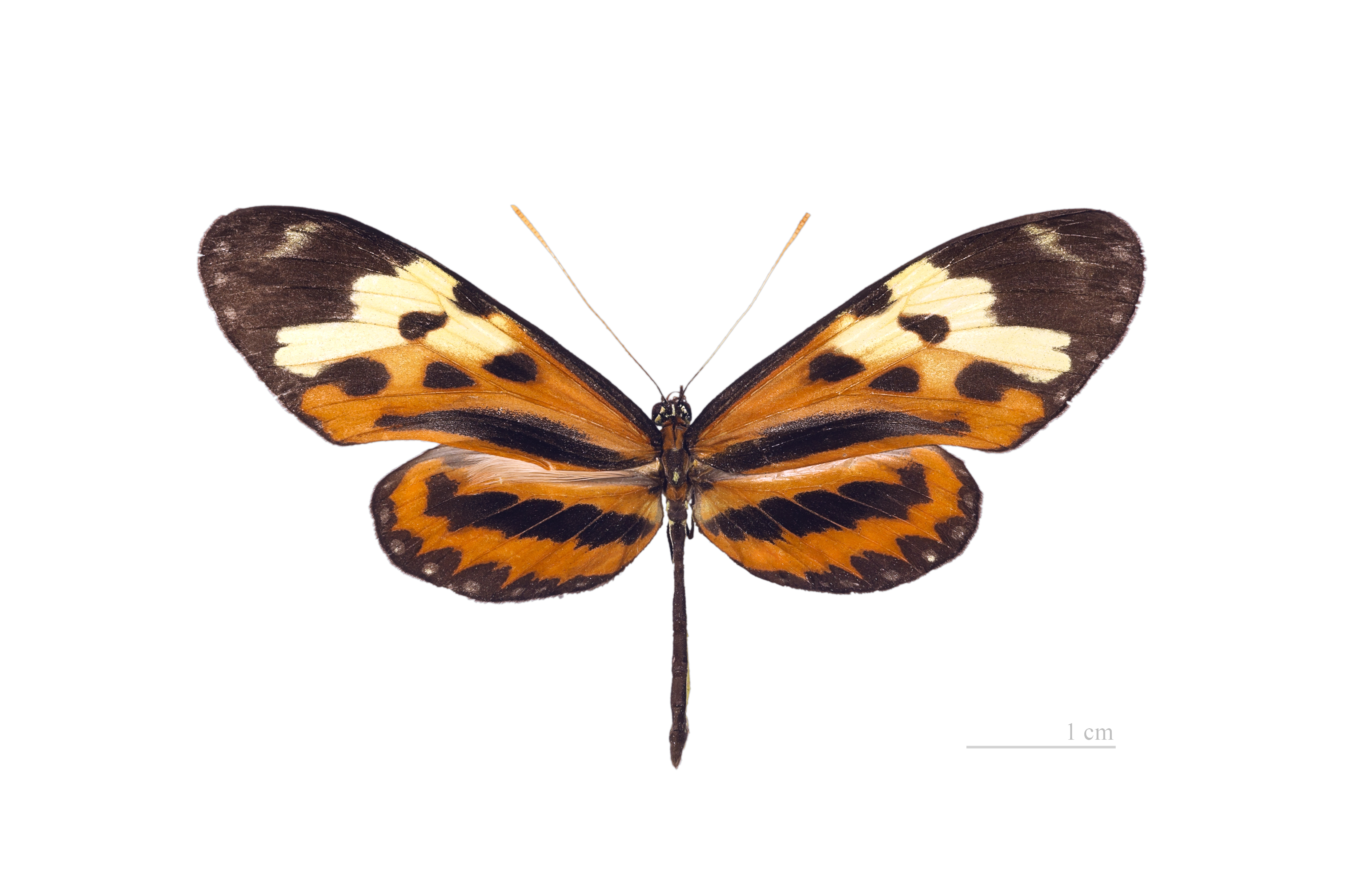
Mechanitis polymnia
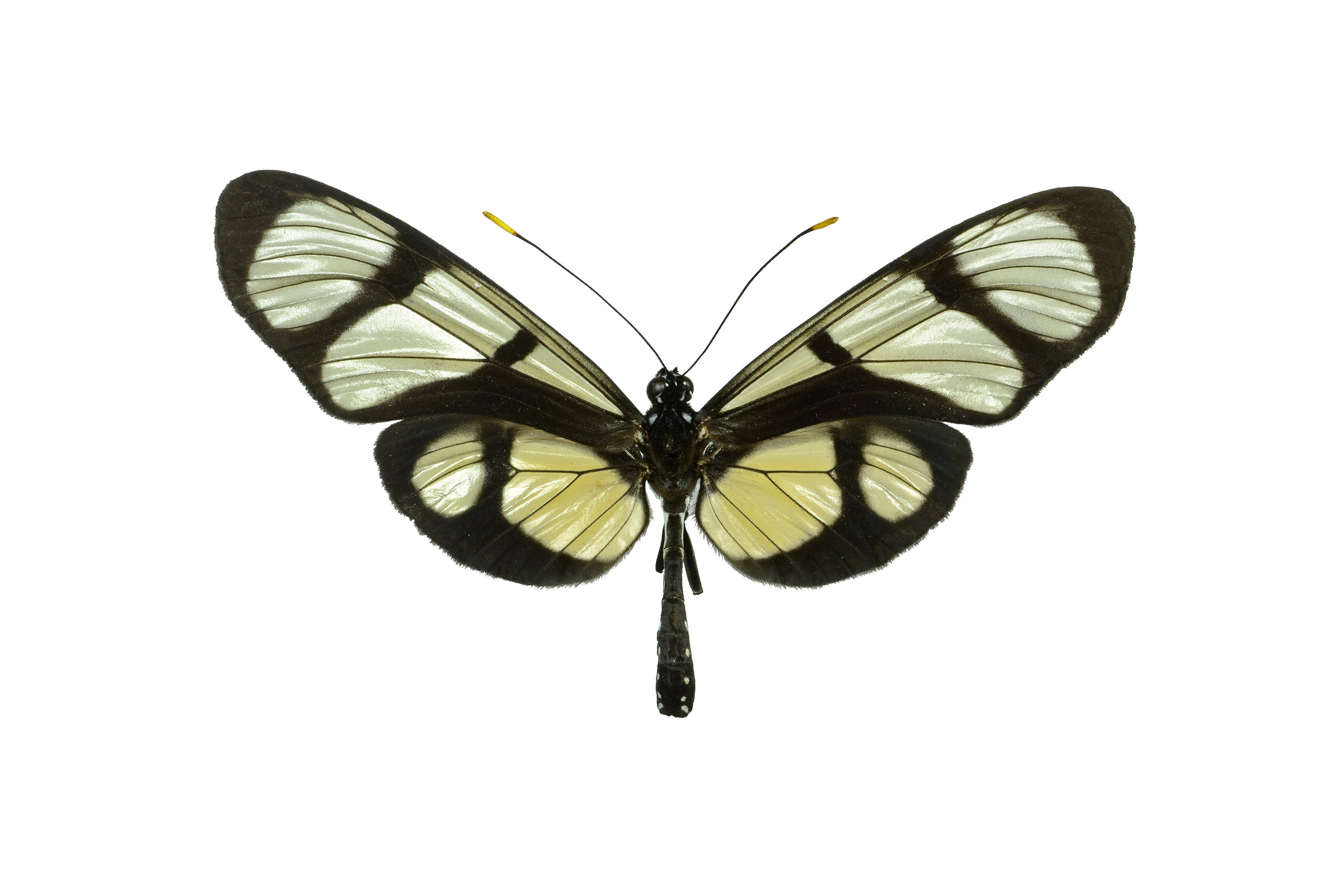
Methona confusa
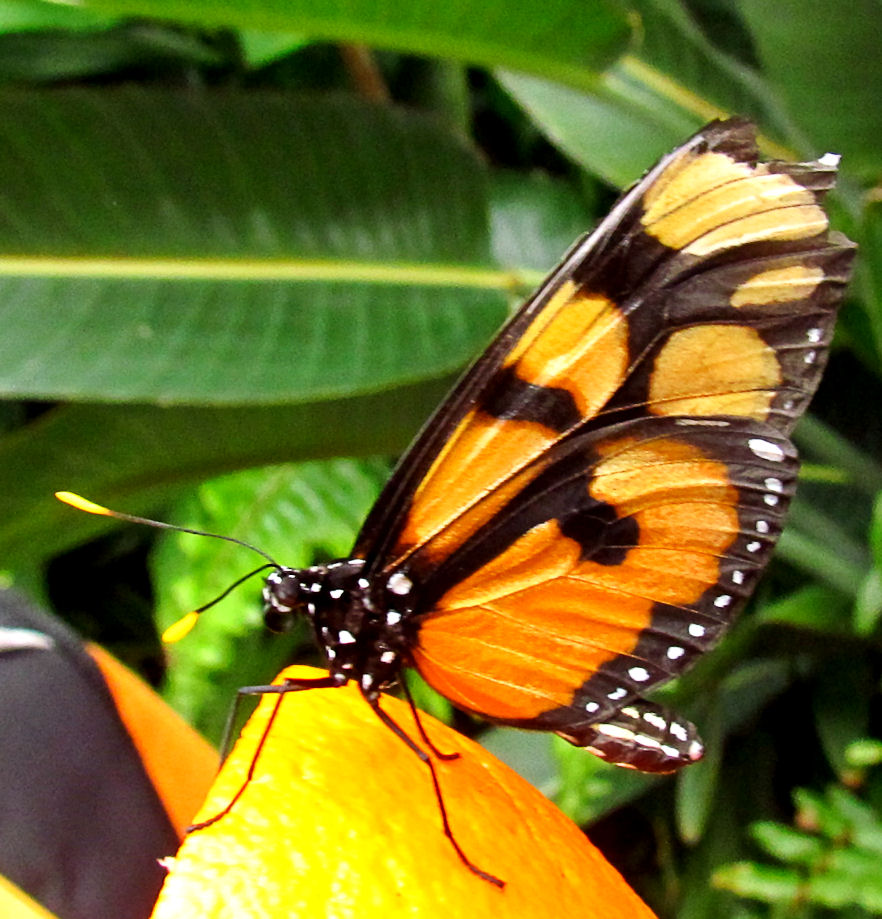
Thyridia psidii

#### NapeogeninaFox,1956
- Napeogenes Bates, 1862
  - = Ceratonia Boisduval, 1870 non Ceratonia Costa, 1839 (Mammalia)
  - = Choridis Boisduval, 1870
- Aremfoxia Réal, 1971
- Epityches d'Almeida, 1938
  - = Tritonia Geyer, 1832 non Tritonia Cuvier, 1798 (Nudibranchia)
- Hyalyris Boisduval, 1870
  - = Oreogenes Stichel, 1899
- Hypothyris Hübner, 1821
  - = Dynothea Reakirt, 1866
  - = Mansueta d'Almeida, 1922
  - = Pseudomechanitis Röber, 1930
  - = Garsauritis d'Almeida, 1938
  - = Rhodussa d'Almeida, 1939

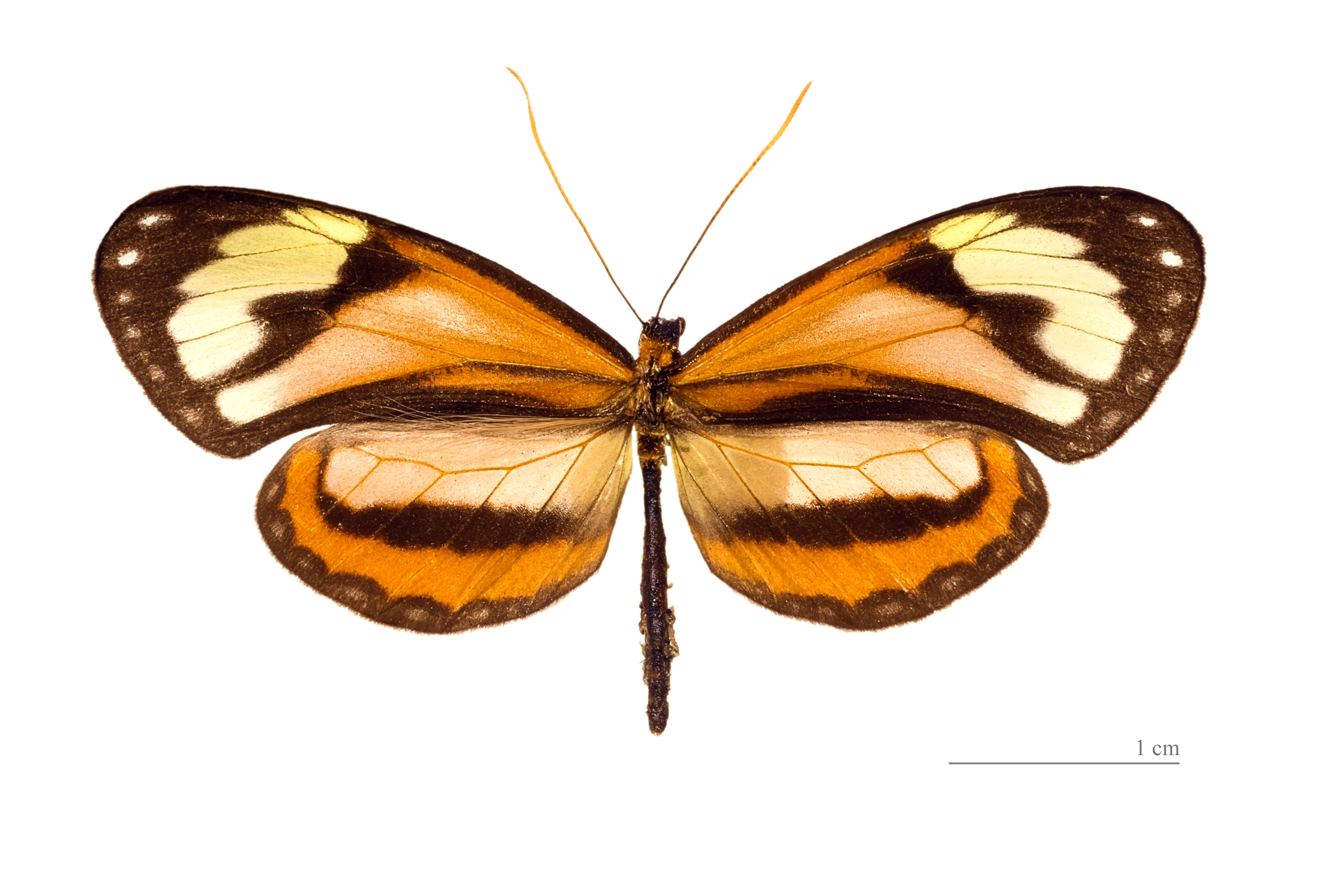
Napeogenes rhezia
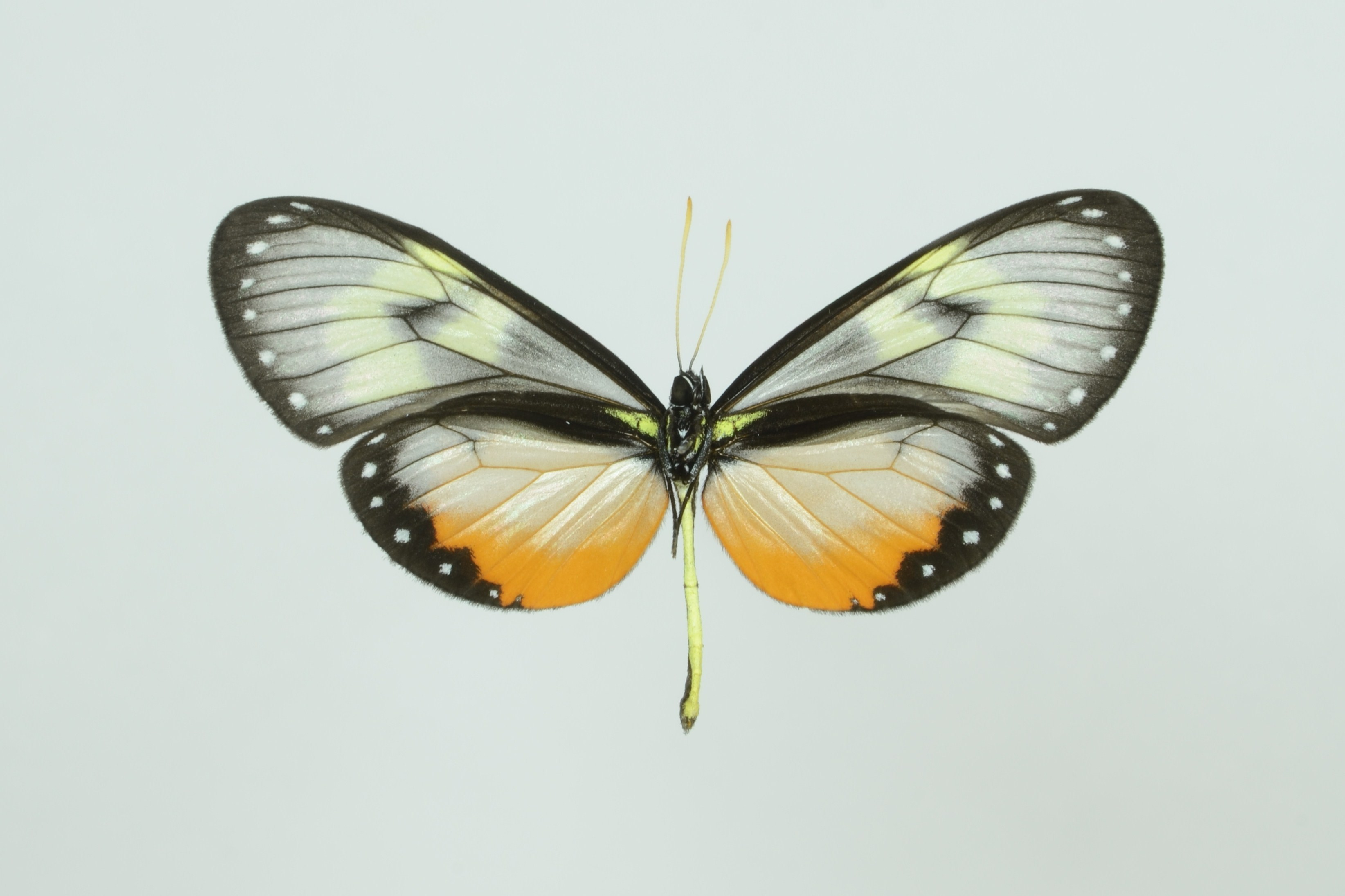
Hyalyris coeno
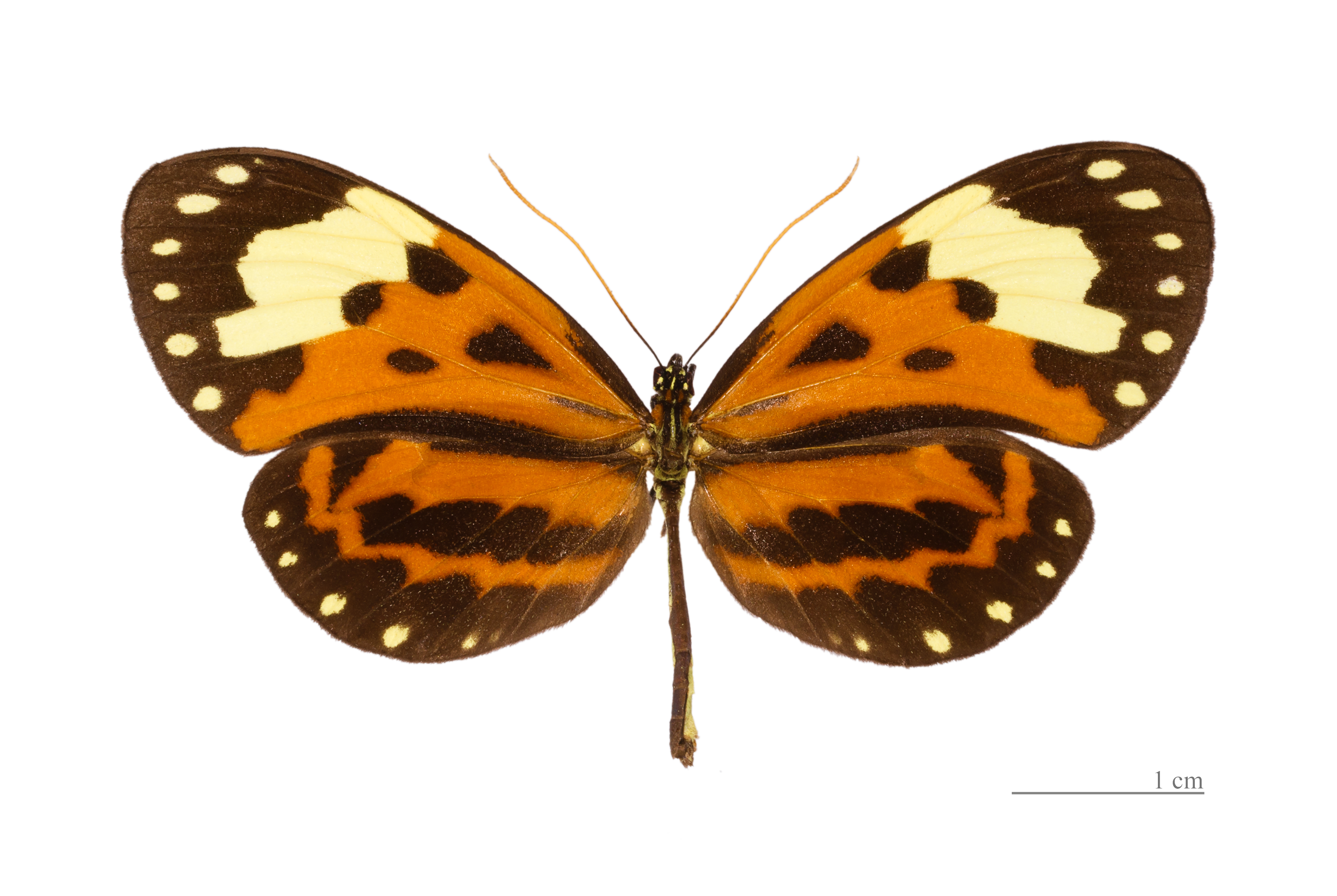
Hypothyris ninonia

#### OleriinaFox,1956
- Oleria Hübner, 1816
  - = Leucothyris Boisduval, 1870
  - = Ollantaya Brown & Freitas, 1994[4]
- Hyposcada Godman & Salvin, 1879
- Megoleria Constantino, 1999

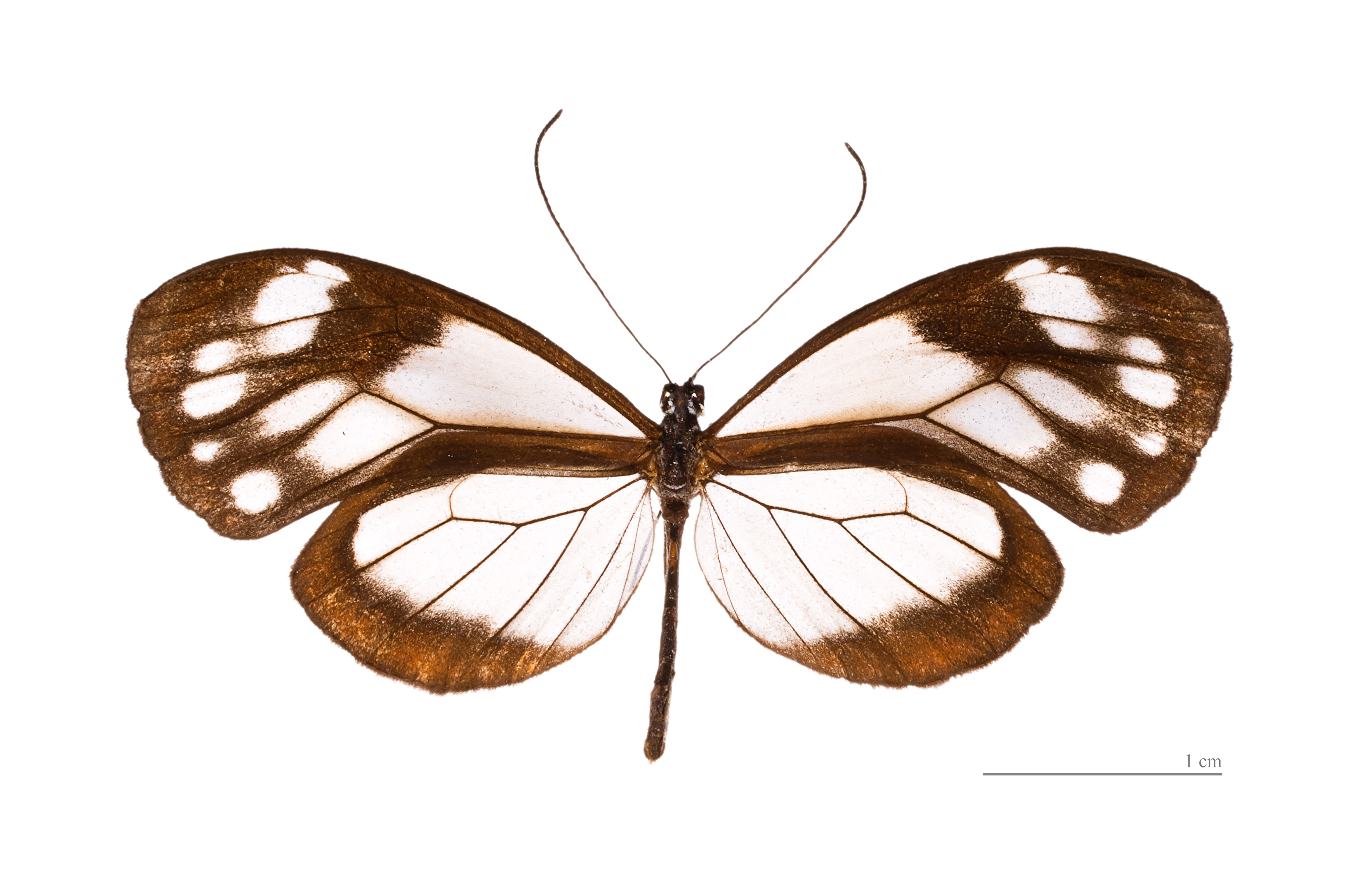
Oleria ilerdina
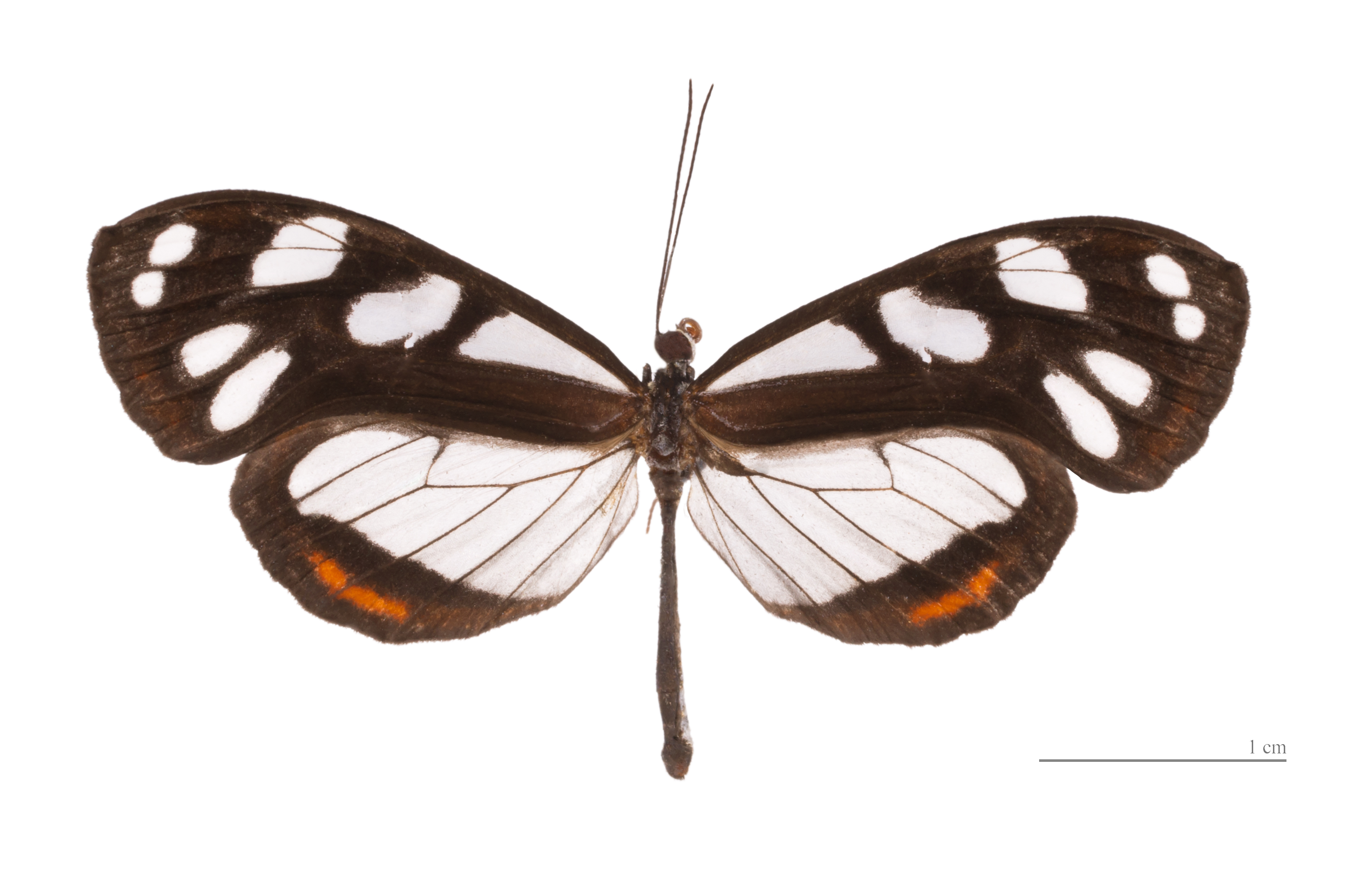
Hyposcada illinissa

#### Dircenninad'Almeida,1941
- Dircenna Doubleday, 1847
- Callithomia Bates, 1862
  - = Cleodis Boisduval, 1870
  - = Epithomia Godman & Salvin, 1879
  - = Corbulis Boisduval, 1870
  - = Leithomia Masters, 1973
- Ceratinia Hübner, 1816
  - = Calloleria Godman & Salvin, 1879
  - = Epileria Rebel, 1902
  - = Teracinia Röber, 1910
- Episcada Godman & Salvin, 1879
  - = Ceratiscada Brown & d'Almeida, 1970
  - = Prittwitzia Brown, Mielke & Ebert, 1970
- Haenschia Lamas, 2004
- Hyalenna Forbes, 1942
- Pteronymia Butler & Druce, 1872
  - = Ernicornis Capronnier, 1874
  - = Parapteronymia Kremky, 1925
  - = Talamancana Haber, Brown & Freitas, 1994

- Ceratinia neso

#### Godyridinad'Almeida,1941
- Godyris Boisduval, 1870
  - = Dismenitis Haensch, 1903
  - = Dygoris Fox, 1945
- Brevioleria Lamas, 2004
- Greta Hemming, 1934
  - = Hypomenitis Fox, 1945
  - = Hymenitis Hübner, 1816 non Hymenitis Illiger, 1807
- Heterosais Godman & Salvin, 1880
  - = Rhadinoptera d'Almeida, 1922
- Hypoleria Godman & Salvin, 1879
  - = Pigritia d'Almeida, 1922 non Pigritia Clemens, 1860 (Gelechioidea)
  - = Pigritina Hedicke, 1923 nomen novum voor Pigritia d'Almeida, 1922
  - = Heringia d'Almeida, 1924 nomen novum voor Pigritia d'Almeida, 1922, non Heringia Rondani, 1856 (Syrphidae)
- Mcclungia Fox, 1940
- Pseudoscada Godman & Salvin, 1879
  - = Languida d'Almeida, 1922
- Veladyris Fox, 1945
- Velamysta Haensch, 1909

- Greta morgane
- Greta oto